# TOKYO IDOL FESTIVAL
『TOKYO IDOL FESTIVAL』（トウキョウ アイドル フェスティバル、東京アイドルフェスティバル）は、2010年（平成22年）より開催されている日本の音楽イベント。略称はTIF（ティフ）。女性アイドルグループを中心に多数の女性アイドルが出演する、日本最大級のアイドルイベント。

## 概要
2010年より開催。一つの会場に50組以上が集った初のアイドルイベントで、3年目となった2012年は111組732名と100組を超えた。2013年は111組616名、2014年は138組957名、2015年はアイドル参加人数が四桁に到達し、154組1140名が出演した。2016年には、参加グループは300組超となった。
来場者数も2012年は約2万1500人、2013年は約3万3000人、2014年は約4万1000人、2015年には5万1000人以上。開催日数が3日間に拡大された2016年は7万5978人を記録した。2017年には8万人を超え、特に土曜日の8月5日は1日あたりでは最大となる3万2787人を記録した。
2014年には、『ウォール・ストリート・ジャーナル』のブログで、3大ロックフェス（フジロックフェスティバル、ROCK IN JAPAN FESTIVAL、サマーソニック）や東京JAZZと並んで「日本で見るべき夏の音楽フェスティバル5選」のひとつに選ばれている。
| 開催年 | 出演アイドル数       | 総来場者数                         |
| ------ | -------------------- | ---------------------------------- |
| 2010年 | 45組                 | 約5000人                           |
| 2011年 | 57組（396名）        | 約1万人                            |
| 2012年 | 111組（732名）[注 1] | 約2万1500人                        |
| 2013年 | 111組（616名）       | 約3万3000人                        |
| 2014年 | 138組（957名）       | 4万1282人[5]                       |
| 2015年 | 154組（1140名）      | 5万1481人[6]                       |
| 2016年 | 301組（1492名）      | 7万5978人[1]                       |
| 2017年 | 233組（1475名）      | 8万1378人[2]                       |
| 2018年 | 207組（1315名）      | 8万1000人[7]                       |
| 2019年 | 212組（1393名）      | 8万8000人[8]                       |
| 2020年 | -                    | -[9]                               |
| 2021年 | 218組（1344名）      | 9000人[10]                         |
| 2022年 | 230組（1319名）      | 来場3万人、オンライン2万5000人[11] |
| 2023年 | 233組（1510名)       | 7万500人[12]                       |
| 2024年 | 195組（1306名)       | 8万604人[13]                       |
ライブだけでなく、物販コーナーでアイドルとの握手や写真撮影等の交流を楽しめることも大きな魅力。2013年までは会場間を歩いて移動するアイドルとそれを見守る観客という光景も本イベントの風物詩の一つだったが、2014年以降は会場規模の拡大および動線の変化もあってバス移動がメインとなっている。しかし、多数のアイドルファンが集まることから会場周辺ではチラシ等の配布を行うアイドルが公認・非公認を問わず多数出没したり、周辺で別のアイドルイベントが開催されることもある。
出演するアイドルの知名度はメジャーからローカルなマイナーアイドルまで様々だが、自分の好きなアイドルのライブや交流を楽しんだり、優れたライブを披露する未知のアイドルを探す等の楽しみがある。ただしライブは大小複数のステージ（過去最大は2012年の10か所）が同時進行で行われるため、同じ年の開催において全てのライブを見ることはできず、ステージや物販コーナーがフジテレビジョン本社屋から湾岸スタジオまで約1kmに渡り点在しており、鑑賞スケジュールを組む際にはその移動時間や湾岸スタジオ屋上のステージに向かうエレベーターの待ち時間、ステージの入場規制などに注意を要する。

### 経緯
このイベントは、2013年まで『アイドリング!!!』プロデューサーを務め、当イベントの総合プロデューサーも務めていたフジテレビの門澤清太が発案した。門澤は日比谷野外音楽堂で行われた『アイドリング!!!6thライブ』（2009年9月22・23日）の成功で「再び野外でのライブをやりたい、それなら他のアイドルも呼んでフェスティバル形式にするのも面白いんじゃないか」との構想を思いつく。そこに、よしもとプリンスシアターでYGAとのジョイントライブ「品はちライブ」（2010年4月 - 2011年11月）を開催していたのが縁で、2010年5月頃、品川プリンスホテルの関係者が「ステラボールが2日間空いているので、アイドリング!!!のイベントをやりませんか？」と持ちかけてきたことから、門澤が他のアイドルグループの関係者にも声をかけたところ、賛同の声があり実現の運びとなった。
そのため、本イベントではアイドリング!!!が活動を終了する2015年までヘッドライナーを飾っていたほか、メンバーがイベントMCを担当したりコラボレーションライブに参加するなどホスト的役割を担ってきた。ちなみに、2012年6月25日に日本武道館で開催されたイベント『指原莉乃プロデュース『第一回ゆび祭り〜アイドル臨時総会〜』』にアイドリング!!!が参加表明した際には、リーダー・遠藤舞名で「『TOKYO IDOL FESTIVAL』のホスト役でもありアイドル多様化時代の先駆者として（ゆび祭りに）賛同する」というコメントが発表された。なお、指原が所属するHKT48はその翌年の2013年から2015年、2017年、2018年と本イベントに5度出演している。
門澤は『グループアイドル進化論 「アイドル戦国時代」がやってきた!』（マイコミ新書）にあるインタビューで
- 『東京アイドルフェスティバル』は『フジロック・フェスティバル』を意識している。「アイドルシーンが盛り上がっていること」「さまざまなアイドルが独自性を持ち、互いを補完し合う『アイドル多様性時代』へ向かっていること」を世間に広めたい。ビジネスとしてフジテレビが儲けることが目的ではないので、主催をフジテレビではなく「TOKYO IDOL FESTIVAL 実行委員会」とした。イベントの資金は全部イベント本編で使い切るつもり。

という趣旨を語り、一部の営利目的のイベントではなく、様々なアイドルを知って楽しむための合同祭典となっている。入場料など事務局の収入はすべて舞台演出などに費やすため、出演者に出演料や交通費が支払えない代わりに、会場には物販スペースを設け、その対価となる費用は受け取らないとしている。そのため、2011年は当初予定していたスポンサーの撤退で収益面では厳しかったとも語っている。2012年はスポンサーの目処がつき、（有料）入場者数が2万人を超えたこともあって赤字ではなくなったとのこと。
なお、2012年よりフジクリエイティブコーポレーション（FCC）が運営事務局、会場演出を担当、またフジテレビコンテンツ事業局の濵田俊也がイベント運営に携わる（2013年より運営プロデューサーとしてクレジット）。
夏の一大アイドルイベントとして認知されてきた本イベントではあるが、元々は継続的な開催が決まっているイベントではなく、2013年6月をもって門澤が『アイドリング!!!』のプロデューサーを退いたことで、2014年以降の開催を危ぶむ声もあった。2013年のTIF会場で公開生放送を行った『菊地亜美の1ami9』（アール・エフ・ラジオ日本）でも、来場者から「門澤さんが『アイドリング!!!』プロデューサーから外れたことで、インターネット上でTIFは今年で終わるという説があるが…」という質問があり、ゲストとして出演していた門澤は「会社（フジテレビ）が門澤がいなくても『やる』といえばTIFは続くだろうし『お前じゃなきゃダメなんだ』ということであれば僕がやるだろうし」とした上で「このイベントの素晴らしさは誰もが理解してくれていると思うので、（プロデューサーが）僕であろうとなかろうと続けるべきだと言っていきたい」と発言している。
また、この時点で翌年の開催が決定していないことを聞いた@JAM総合プロデューサーの橋元恵一は、TIFの受け皿となるべく大規模アイドルイベント「@JAM EXPO 2014」（2014年8月31日、横浜アリーナ）の開催を決断している。
2014年は、門澤の後任として『アイドリング!!!』プロデューサーに就任した神原孝が総合プロデューサーを務めた。なお、神原が同年6月にFCCに異動（前述の通り、FCCは運営事務局・会場演出を担当していることから、2015年以降もTIFには関わっている）となったことから、フジテレビ側の代表者として同社コンテンツ事業部長の宮道治朗が制作統括としてクレジットされている。
2015年より、同年発足したフジテレビの新プロジェクト「TOKYO IDOL PROJECT（TIP）の柱となるイベントとして開催されることになった。濵田俊也がTIFを含むTIPの総合プロデューサーに就任。濵田はTIF2015終了後、Twitterで「これまでは翌年の実施が決定・発表できなかったが、TIP発足によって『TIF2016は必ずやります』（と言えるようになった）」とツイートしている。TIF2016では、濵田の案でTIF初のオフィシャルスピンオフイベントが2016年5月広島で開催。勝ち上がった3グループが本選に出場した。
濵田はTIF2016終了時に自身の持株会社（フジ・メディア・ホールディングス）への異動により総合プロデューサーからの退任を表明、8月17日の「TOKYO IDOL @JAM中」（ニコニコ生放送）にて後任のプロデューサー（菊竹龍）を発表した。
TIF2017では、前年に続きオフィシャルスピンオフイベントを開催。運営・ニッポン放送、企画・SHOWROOMで1月末応募締め切り、1次、2次、最終選抜LIVEを経て8グループが本選に出場した。

## 2010年
2010年6月30日、よしもとプリンスシアターにて『TOKYO IDOL FESTIVAL 2010 @Shinagawa』製作記者発表会を開催。「東京にて新たなアイドル誕生の流れを作る」「アイドルとメディアの新たな関係性を創造する」「日本最大級のアイドル見本市を目指す」をコンセプトにライブのみならず、トークショー、試写会、握手会などのイベントを同時多発的に開催しイベントの様子をUstreamを利用したネット配信や9月にCS番組として放送する。また屋外にも会場を設け、チケットを持たないファンでも参加できる握手会なども開催。
- 記者発表会出席メンバー

アイドリング!!!（遠藤舞、森田涼花、大川藍）、さくら学院（飯田來麗、堀内まり菜、杉﨑寧々）、東京女子流（山邊未夢、新井ひとみ）、バニラビーンズ（レナ、リサ）、腐男塾（流原蓮次、紫集院曜介、武器屋桃太郎）、ももいろクローバー（早見あかり、百田夏菜子、玉井詩織）、YGA（谷侑加子、林沙奈恵、櫻井里佳）。
メインステージのステラボールを中心に、品川プリンスホテルの施設（ホテルの宴会場やボウリング場など。8日はグランドプリンスホテル新高輪も使用）8か所を用意、3Dディスプレーも設置された。このほかにも8月6日に前夜祭ライブ、7日夜にはクラブイベントが行われ、8日21:00からはアンコールライブも開催。
メインステージで行われる公演（Day公演またはNight公演）のチケットを持っていれば、リストバンドの提示により、その日に行われる他のイベントにも入場可能。また、品川プリンスホテル1泊朝食付きのプレミアムチケットも発売され、前夜祭を除く全公演・イベントが優先エリアで観覧可能であった。
- 主催：TOKYO IDOL FESTIVAL 2010実行委員会
- 運営：キョードー東京
- 後援：品川プリンスホテル、よしもとプリンスシアター、フジテレビジョン
- 総入場者数：5000人（見込んでいた集客人数は5000人から1万人）

### 日程
- 8月6日 前夜祭
- 8月7日 Day / Night公演
- 8月8日 Day / Night公演

### 会場
- メインステージ：ステラボール

ライブ、TIF Lounge「IDOL Club Night」。
- セカンドステージ：よしもとプリンスシアター

ライブ、TIF後夜祭、『菊地亜美の1ami9』生放送、よしもとプリンスシアター本公演。
- スカイステージ：フードコートビアテラス

屋外無料ステージにて『TIF TV』（Ustreamによる配信）を公開放送。
- グリーティングスクエア：アクアスタジアム駐車場

屋外無料エリアにて握手会、物販を常時開催。
- ホールステージ：7日品川プリンスホテル宴会場、8日グランドプリンスホテル新高輪宴会場

8日のみ週刊アスキーPresentsグラビア撮影、両日ライブなどを開催。
- イベントステージ：7日品川プリンスホテル宴会場、8日グランドプリンスホテル新高輪宴会場

7日：トークショー、3D Studio Show。
8日：「グラビアJAPAN」最終選考発表会、「月刊De☆View」イベント、ライブなどを開催。
- アクアステージ：エプソン 品川アクアスタジアム4階

7日のみアイドルイルカショー。
- ボウリングステージ：プリンスボウル

7日アイドルボウリング!!!開会式、8日アイドルボウリング!!!決勝。

### 出演者
- 掟ポルシェ（「IDOL Club Night」出演）
- 桂三枝（現：六代桂文枝、『帰ってきたクイズ!年の差なんて』司会）
- 斉藤舞子（『帰ってきたクイズ!年の差なんて』司会）
- セーラーチェンソー/brix video syndicate（「IDOL Club Night」VJ）
- 佐藤アサト（記者会見会場、メインステージ、ホールステージの生アナウンス）

### 放送・DVD
- 2010年9月10日、スカチャン・スカチャンHDにて8月8日のLIVEを中心に放送。ちなみに、2011年に公開された映画『モテキ』では、当番組で放送されたももいろクローバー『走れ!』のライブ映像が使用されているが、これは原作者・久保ミツロウの指定によるもの[29]。
- これに先立ち、8月20日には、PigooHD・エンタ!371にて、『ヤンガンTV』の公開収録（収録日8月7日）の模様が放送された。また、『アイドリング!!!』（フジテレビONE）では、8月24日に前夜祭の「あっち向いてパイ!!!」、8月26日に「帰ってきた クイズ!年の差なんて」の模様が放送されている。
- 2011年2月9日 DVD『TOKYO IDOL FESTIVAL 2010』（よしもとアール・アンド・シー）発売。このために行われた出演各グループ代表者による座談会が モッテコ書店、フリーペーパー『ミューズクリップ』（2011年2月25日号）、『ヤンヤン』19号（2011年3月30日発売、徳間書店）やネットニュース  に掲載された。

## 2011年
2011年の開催について、1月頃から声が上がりはじめていたが、3月の東日本大震災により開催自体を再検討せざるを得なかった。しかし門澤は、当時アイドリング!!!メンバー最年少だった橋本楓からの「私たちに何かできることはないか」というメールで、復興をテーマにTIFを再び開催することを決意したという。節電ムードの中、会場を自家発電設備のあるフジテレビ湾岸スタジオ周辺とすることも決まった。
品川では周辺が住宅地のため、屋外でライブを行うことができなかったが、青海に移ったことにより当初の構想通り野外でのライブを行うことが可能となった。
2011年7月4日、よしもとプリンスシアターにて『TOKYO IDOL FESTIVAL 2011 Eco&Smile』製作記者発表会を開催。会場をお台場・青海特設会場（フジテレビ湾岸スタジオとその周辺）に移し8月27日・28日に開催されることが発表された。
- 記者発表会出席メンバー
アイドリング!!!（遠藤舞、外岡えりか、橋本楓）、さくら学院（水野由結、菊地最愛）、THE ポッシボー（岡田ロビン翔子、秋山ゆりか、諸塚香奈実）、SUPER☆GiRLS（稼農楓、前島亜美、田中美麗）、東京女子流（山邊未夢、庄司芽生）、バニラビーンズ（レナ、リサ）、腐男塾（流原蓮次）、YGA（谷侑加子、林沙奈恵、花乃由布莉）。

前年と異なる点としては「Day」「Night」の区別やどの場所も最前列に入れるプレミアムチケットはなくなり、その日有効のチケット（2日通し券、1日券）を持っていれば、リストバンドに引き換えた上ですべてのイベントに入場可能。2日間通しのチケット代金は、前年の4公演分の半額以下となり、来場客は前年の2倍に増えた。さらに、湾岸スタジオ横のウエストプロムナード公園広場に設けられたSMILE GARDENで行われるライブは無料で見ることができた。一方で、物販・握手会会場が無料エリアから有料エリアに変更されている。
課題としては屋上（物販、握手、SKY STAGE）への唯一の移送手段である2台のエレベーターが慢性的に混み、集中時はエレベーター待ちの長蛇の列が発生してしまった。また、メインステージであるHOT STAGEがバラエティ・音楽番組収録用のスタジオのためキャパシティが1000人弱と手狭で、前年はほとんど発生しなかった入場規制が人気アイドルの回で両日頻発し、入れ替え制ではなかったため、良場所を求め早くから居座るファンも多かった。
- 主催：TOKYO IDOL FESTIVAL 2011実行委員会
- 運営：キョードー東京
- 協力：よしもとクリエイティブエージェンシー、ポニーキャニオン
- 総入場者数：約1万人

### 日程
- 8月24日、25日、26日 前夜祭（よしもとプリンスシアター）
- 8月27日 1日目
- 8月28日 2日目
- 8月29日 後夜祭（よしもとプリンスシアター）

### 会場
- WELCOME MARQUEE：ゆりかもめ・テレコムセンター駅前「滝の広場」（フリーエリア）

インタビュー形式のステージ『TIF TV』、「TOKYO HOT 100 IDOL」・『菊地亜美の1ami9』（27日）生放送など
- SMILE GARDEN：ウエストプロムナード公園広場（フリーエリア）

生バンド演奏による「IDOL SUMMER JAMBOREE」、「IDOL ECO TALK」など
- HOT STAGE：湾岸スタジオ M2スタジオ

メインステージ。単独ライブ中心に「IDOL CLUB NIGHT」（27日）、「グランドフィナーレ」（28日）など
- DOLL FACTORY：湾岸スタジオ M1スタジオ

スタジオ自体はHOT STAGEと同じ広さ。花道が設けられた。
- FANTASIC THEATER：湾岸スタジオ多目的ホール
- SKY STAGE：湾岸スタジオ屋上

お台場・フジテレビ本社が一望できるロケーション。
- FRESH FIELD：湾岸スタジオ屋上芝生

「FRESH IDOL TALK」など
- GRAND MARKET：湾岸スタジオ屋上

物販会場
- GREETING SQUARE：湾岸スタジオ屋上

握手会会場

### 出演者
- 佐藤アサト（「TOKYO HOT 100 IDOL」DJ、各会場ナレーション）
- 掟ポルシェ（「TOKYO HOT 100 IDOL」、「IDOL CLUB NIGHT」出演）
- 加藤円夏（『TIF TV』MC）
- 竹内友佳（『TIF TV』MC）
- 中村仁美（『TIF TV』MC）
- 西村麻弥（『TIF TV』MC）
- 未来穂香（月刊デビューイベントゲスト）

### 放送・DVD
2011年10月1日17:00 - 20:00にフジテレビNEXTでHOT STAGEのライブを中心に放送された。また、2011年9月12日放送『アイドリング!!!』（フジテレビONE）では、舞台裏の密着ドキュメントも放送された。
DVDは2012年1月27日、アイドリング!!!出演部分のみ『TOKYO IDOL FESTIVAL 2011 Eco&Smile feat.アイドリング!!!』（ポニーキャニオン）として発売されている。

## 2012年
2012年5月13日、ニコファーレにて『TOKYO IDOL FESTIVAL 2012』製作記者発表会を開催。8月4日・5日に開催されることが発表された。この模様はニコニコ生放送でも配信された。
- 司会
菊地亜美（アイドリング!!!）、青明寺浦正（風男塾）
- 記者発表会出席メンバー
アイドリング!!!（遠藤舞、朝日奈央）、さくら学院（飯田來麗、堀内まり菜）、SUPER☆GiRLS（八坂沙織、勝田梨乃）、風男塾（愛刃健水、雪村涼真）、ぱすぽ☆（根岸愛、森詩織）、Cheeky Parade（関根優那、溝呂木世蘭）、YGA（谷侑加子、小泉遥）、（インターネット中継による参加：バニラビーンズ、THE ポッシボー、東京女子流）。

会場はお台場・青海特設会場で前年と名称は同じだが、メインステージのHOT STAGEが2012年にオープンしたZepp DiverCity (TOKYO)（スタンディング時の最大収容人数2473人）になり、キャパシティが大幅に増加。また、屋上に向かうエレベーターの混雑緩和のため、物販・握手会エリアは地上（東京国際交流館 中庭）に移設された。しかし、前年同様湾岸スタジオ屋上に向かうエレベーター待ちの長蛇の列が発生。これについて、門澤は非常階段の開放を湾岸スタジオ側に要請したが「非常階段としての役割を果たさなくなる」として断られたと発言している。
炎天下のため、会場では水分補給を呼びかけていたものの、来場者のみならず出演者にも体調を崩す者が多発、舞台裏では関係者として来場していた吉田豪や嶺脇育夫が救護にあたるという一幕もあり、そのため出演者の順番が入れ替わった会場もあった。また、ダイバーシティ東京プラザ・フェスティバル広場の実物大ガンダムの展示が通常通り行われたため、その時間帯はフェスティバル広場に設けられたGREEN OASISでのライブを一時中断。スケジュールの乱れを更に招いた（2014年にフェスティバル広場でのステージが復活したが、イベントが行われている時間帯は実物大ガンダムの展示は休止された）。
また、8月4日のFANTASIC THEATERでのJewel Kissのステージにて曲中に殺到したファンの圧力に耐え切れず、ステージが台座からずれて傾くというハプニングが発生。22時30分開始の『アイドルが集まる店 スナックうめ子』で復旧するまで、FANTASTIC THEATERで予定されていたイベントは中止（もしくは翌日他会場に振替）となった。
本年は深夜・早朝にもライブが行われ、8月4日深夜の「IDOL CLUB NIGHT」は27時まで開催。8月5日6時からは河村唯による『川村梅子モーニング歌謡ショー』も行われた。また、「Midnightゾーン」と題して、湾岸スタジオ内のTIF STUDIOから『恐怖!アイドル・ミッドナイトホラーSHOW』、『アイドルミュージッククリップトークショー 杉作J太郎アイドル業界を斬る』が生放送された。
イベントの模様はフジテレビNEXT ライブ・プレミアムで36時間連続生中継を行った他、ニコニコ生放送でも有料・無料配信を実施。また、UstreamやYouTubeなど多メディアでの生放送・公開収録を行っている。
- 主催：TOKYO IDOL FESTIVAL 2012 実行委員会
- 制作：TOKYO IDOL FESTIVAL 2012 事務局
- 総入場者数：約2万1500人[34]（見込んでいた集客人数は1万5000人から2万人[35]）

### 日程
- 8月3日 TIF2012 Before Night Show（前夜祭）
入場は公式サイトでの先行予約販売時の抽選による招待者のみでチケットは販売せず
- 8月4日 1日目
- 8月5日 2日目

### 会場
※太字は新設、もしくは2011年からの変更箇所
- HOT STAGE：Zepp DiverCity (TOKYO)
- GREEN OASIS：DiverCity フェスティバル広場（フリーエリア）
- DOLL FACTORY：湾岸スタジオ M2スタジオ
- FANTASIC THEATER：湾岸スタジオ 多目的ホール
- WONDERFUL FUTURE PLANET：東京国際交流館 プラザ平成 国際交流会議場（5日のみ）
ニコニコ生放送とコラボした次世代型実験的ステージ
- SMILE GARDEN：ウエストプロムナード公園広場（フリーエリア）
- SKY STAGE：湾岸スタジオ屋上 R-1
- SECRET COURT：湾岸スタジオ屋上 R-2
- FRESH FIELD：湾岸スタジオ屋上芝生
- TIF STUDIO：湾岸スタジオ 湾岸ミュージアム
- WELCOME MARQUEE：ゆりかもめ・テレコムセンター駅前「滝の広場」（フリーエリア）
- GRAND MARKET・GREETING SQUARE：東京国際交流館 中庭（フリーエリア）

### 出演者
- 佐藤アサト（「TOKYO HOT 100 IDOL」DJ、各会場ナレーション）
- 掟ポルシェ（「IDOL CLUB NIGHT」、『アイドルミュージッククリップトークショー』出演）
- 濱口優（36時間生放送メインMC）
- オテンキのり（コーナー司会）
- トミドコロ（コーナー司会）
- 北陽（『アイドルパジャマファッションショー』司会）
- ヒカリゴケ（『恐怖!アイドル・ミッドナイトホラーSHOW』司会）
- 杉作J太郎（『アイドルミュージッククリップトークショー』司会）
- 澤美代子（『TIF TV』MC）
- 片岡優衣（『TIF TV』MC）
- 秋乃けい（『TIF TV』MC）

### 放送・配信・Blu-ray Disc
フジテレビNEXT ライブ・プレミアムでは8月4日10:00から8月5日22:00まで36時間連続生中継（ただし、『アイドルパジャマファッションショー』（4日27:00 - 28:00）、および5日7:00 - 9:00（前日のダイジェスト）は録画）を行った。また、9月8日13：20-17:20には生放送では未放送だった場面を含めた総集編が放送された。フジテレビONE スポーツ・バラエティでは8月4日・5日の16:00-17:30にはフジテレビNEXTのサイマル放送、8月7日・8日・9日の13:30-17:30に一部時間帯の再放送を行った。
『アイドリング!!!』では、前夜祭の模様を8月10日・14日・16日・20日の4回に分けて放送、『アイドリング!!!（地上波版）』（フジテレビでは未放送、フジテレビONEで10月6日放送）では、アイドリング!!!出演部分のダイジェストおよび密着ドキュメントが放送された。
ニコニコ生放送では、8月4日の12:25-22:15、5日の10:15-20:00、および「Midnightゾーン」のうち3時間分を有料配信。8月4日・5日の1日券、および2日通し券があり、「Midnightゾーン」は2日通し券購入者のみ視聴可能。いずれもフジテレビNEXTと同じ映像。
なお、ニコニコ生放送では、独自にWELCOME MARQEE（8月4日9:30-）、WONDERFUL FUTURE PLANET（8月5日13:15-）のステージを無料で配信。Ustreamでは、WELCOME MARQEE（8月4日『菊地亜美の1ami9』公開生放送、および8月5日）の模様を配信した。
Blu-ray Discは2013年3月1日、アイドリング!!!出演部分のみ『TOKYO IDOL FESTIVAL 2012 feat.アイドリング!!!』（ポニーキャニオン）として発売された。

## 2013年
2013年4月2日、門澤のツイートおよびフジテレビのプレスリリースにより『東京アイドルフェスティバル2013』が2013年7月27日・28日に行われることが発表された。
2013年5月14日には、ニコファーレにて開催記者発表が行われ、同日夜には『TIF2013 超前夜祭』を開催した。開催記者発表には、フジテレビから門澤に加えて、のちに門澤の後任プロデューサーとなる神原もTIF実行委員会として出席している。
- 司会
菊地亜美（アイドリング!!!）、青明寺浦正（風男塾）
- 記者発表会出席メンバー
アイドリング!!!（横山ルリカ、菊地亜美）、アイドルカレッジ（重本未紗、床爪さくら）、アップアップガールズ（仮）（仙石みなみ、古川小夏）、AeLL.（西恵利香、篠崎愛）、THE ポッシボー（岡田ロビン翔子、橋本愛奈）、Cheeky Parade（関根優那、渡辺亜紗美）、東京女子流（山邊未夢、庄司芽生）、風男塾（青明寺浦正、流原蓮次）、後藤まりこ（元ミドリ）

TIF2013のテーマとして、門澤は「最大のフェスから最高のフェスへ、更なる進化」「全てのアイドルが願う震災復興への思い」の2点を挙げている。
メイン会場は前年のZepp DiverCity（TOKYO）からZepp Tokyoに変更。チケットは昨年と同額だが、オフィシャルサイトでの最速先行販売では、有料エリアの入場に必要となるリストバンドが予め同封され、現地でのリストバンド交換が不要となった。
門澤曰く「社内に見つからないようこっそりやってた」イベントということもあり、2011年以降、当イベントは『お台場合衆国』のサテライト会場として位置付けられていたにもかかわらず、特にコラボレーションなどは行われてこなかったが、本年は『お台場合衆国』側からの働きかけもあり『お台場合衆国』合衆国 Open Summer スタジアムで『TIF2013 presents 夏☆1浴衣アイドル選手権』が開催された。この会場に入場する場合、合衆国1DAYパスポートが必要であったが、当日有効なチケットまたはリストバンド所持者には通常より割安な料金で販売された。なお、このイベントの入場者による投票で最多得票を獲得したアップアップガールズ（仮）は、8月29日に同会場で行われた『夏☆1グランプリ THE FINAL』に出演した。
屋外ステージのプログラム「IDOL SUMMER JAMBOREE」では2011年・2012年は運営側がバンドメンバーを用意しての生演奏を行っていたが、この年はなくなった（バンドセット自体は例年通りSMILE GARDENに用意されていて出演者がそれを使用することは可能）。
7月27日19時47分、降雨のため、屋外のステージ（SMILE GARDEN、AZURE STAGE）の公演を中断、19時55分に雷雨となる可能性があるとして中止となった。中止となった公演は、一部を除き翌28日に振替となった。
- 主催：東京アイドルフェスティバル2013実行委員会（主管：フジテレビ）
- 共催：臨海副都心まちづくり協議会
- 特別協賛：HEIWA
- 協賛：IDOL J@M、BSスカパー!、music.jp、嫁コレアイドル
- 協力：産経デジタル
- 総入場者数：3万3000人[40]（見込んでいた集客人数は2万人以上[41]）

### 日程
- 7月27日 1日目
- 7月28日 2日目

### 会場
※太字は新設、もしくは2012年からの変更箇所
- HOT STAGE：Zepp Tokyo
- VENUS CHURCH：ヴィーナスフォート（フリーエリア）
- DOLL FACTORY：湾岸スタジオ M2スタジオ
- ENJOY STUDIUM：湾岸スタジオ M1スタジオ
- INFO CENTRE：湾岸スタジオ 多目的ホール
- SMILE GARDEN：ウエストプロムナード公園広場（フリーエリア）
- AZURE STAGE：湾岸スタジオ屋上
- TIF STUDIO：湾岸スタジオ 湾岸ミュージアム
- GRAND MARKET・GREETING SQUARE：東京国際交流館 中庭（フリーエリア）

### 出演者
- 掟ポルシェ（「IDOL CLUB NIGHT」）
- 濱口優（メインMC）
- オテンキのり
- トミドコロ
- 堤下敦（インパルス）
- 菊地智義（ポテト少年団）
- クロちゃん（安田大サーカス）
- 黒田有彩（BSスカパー!中継MC）
- 内田理央（BSスカパー!中継MC）
- バカリズム（「アイドリング!!! TV SHOW TIME」MC）
- 森本さやか（「アイドリング!!! TV SHOW TIME」MC）
- ゲッターズ飯田（「fortune-telling talk show」）
- 吉田豪（『菊地亜美の1ami9』ゲスト）
- 佐藤アサト（各会場アナウンス、グランドフィナーレ）

### 放送・配信・Blu-ray Disc
前年36時間生放送を行ったフジテレビNEXT ライブ・プレミアムでは、開催当日にF1ハンガリーグランプリやフジロック・フェスティバルの生中継を放送するため、変則的な放送体制がとられた。
7月27日
10:00 - 17:55 フジテレビNEXT ライブ・プレミアムでDay1前半部分を生放送
20:00 - 22:00 BSスカパー!で生中継
22:00 - 23:00 フジテレビONE スポーツ・バラエティで『TOKYO IDOL FESTIVAL2013ダイジェスト Day1』を生放送
26:55 - 翌7:00 フジテレビNEXT ライブ・プレミアムでDay1後半部分を録画放送
7月28日
10:00 - 16:20 フジテレビNEXT ライブ・プレミアムでDay2前半部分を生放送
20:00 - 22:00 BSスカパー!で生中継
22:00 - 23:00 フジテレビONE スポーツ・バラエティで『TOKYO IDOL FESTIVAL2013ダイジェスト Day2』を生放送
7月29日
15:40 - 20:40 フジテレビNEXT ライブ・プレミアムでDay2後半部分を録画放送
このほか、後日フジテレビNEXT ライブ・プレミアムなどでライブの模様を1時間に編集した「SPエディション」が20回にわたり放送された。また、フジテレビ地上波でも9月24日深夜に1時間番組として放送された。
ニコニコ生放送では、7月27日・28日とも9：30 - 21:00にSMILE GARDENのステージを有料配信。両日の通しチケット購入者に限り、特典映像として27日 19:30 - 22:00にHOT STAGEで行われる「IDOL CLUB NIGHT」も視聴可能。
また、28日夕方からはゼロテレビ『めちゃ×2ユルんでるッ！』の配信も行われた。
Blu-ray Discは2014年1月15日、アイドリング!!!出演部分のみ『TOKYO IDOL FESTIVAL 2013 feat.アイドリング!!!』（ポニーキャニオン）として発売された。

## 2014年
2014年4月7日、フジテレビのプレスリリースにより『東京アイドルフェスティバル2014』が8月2日・3日に開催されることが発表された。
2014年5月2日には渋谷・TSUTAYA O-EASTにて記者会見、およびプレライブイベント『東京アイドルフェスティバル2014 九十二前夜祭』が行われた。
TIF2014のテーマとして、神原は「来て、見て、感じる TIF2014」を挙げている。具体的な施策としては「コラボ企画の拡充」（アイドリング!!!が10組のアイドルとコラボレーションライブを行う「アイドリング!!!コラボ10連発」など）、「ご当地アイドル企画」（出演者の3割程度が「ローカルアイドル」となる見通し）、「ワールドワイドなフェスへ」（海外でのチケット販売）、「高画質・高精細 4Kカメラ収録」など。
- 司会
佐野瑞樹（フジテレビアナウンサー）
- 記者発表会出席メンバー
アイドリング!!!（横山ルリカ、伊藤祐奈）、アップアップガールズ（仮）（仙石みなみ、佐藤綾乃）、アフィリア・サーガ（ルイズ・スフォルツア、ユカフィン・ドール）、X21（吉本実憂、若山あやの）、小桃音まい、THE ポッシボー（岡田ロビン翔子、橋本愛奈）、JK21（新垣桃菜、田中梨奈）、Doll☆Elements（外崎梨香、小島瑠那）、Dream5（重本ことり、日比美思）、Dorothy Little Happy（白戸佳奈、富永美杜）、風男塾（青明寺浦正、瀬斗光黄）、リンダ3世（Sayuri、Shiori）、スルースキルズ（栗山夢衣、西尾舞生）

会場は例年通りお台場・青海特設会場だが、前年までの『お台場合衆国』に代わるフジテレビ主催の新イベント『お台場新大陸 2014』とのコラボレーションを強化、新大陸ドキドキランド（青海P地区）内の「新大陸 Great Summer スタジアム」を期間中占有し、新たなメインステージとする。TIFリストバンド装着者は期間中追加料金無しで新大陸 Great Summer スタジアムを含む「新大陸ドキドキランド」に入場可能とする一方で、お台場新大陸1DAYパスポート所持者は新大陸 Great Summer スタジアムの後方エリアに入場可能。また、フジテレビ本社屋に設けられる新大陸マイナビステージも会場として使用。本年は、フリーエリア3会場にもリストバンド装着者の優先エリアが設けられた。
本年の総入場者数は4万人を超え過去最大を更新した一方で、一部観客のマナー低下が問題となった。8月2日、FESTIVAL STAGEで行われたNEO from アイドリング!!!のステージでは、再三の注意にもかかわらず最前列でのジャンプ行為を行っていた観客に対し、ステージを一時中断し、神原自ら「今後同様の行為が見られた場合、イベントの中止もあり得る」と厳重注意を行った。PASSPO☆の増井みおもSMILE GARDENでの一部のファンの行為に苦言を呈するツイートを行っている。
同イベントとしては初めて、スマートフォン専用サイトが公開された。すべてのアイドルの出演ステージについて、アイドルごとの表示、会場ごとの表示、自由に選択した複数アイドルの一括表示をサポートし、イベント当日については、会場一覧での現在時刻を考慮した直近の開催ステージの併記をサポートした。こうした大規模イベントでの出演者ごとの柔軟なスケジュール表記提供は日本においては初めて。
- 主催：東京アイドルフェスティバル2014実行委員会（主管：フジテレビ）
- 協賛：BSスカパー!、DeNA SHOWROOM、music.jp、IDOLJ@M
- 協力：産経デジタル、フェアーウェイ
- 総入場者数：41282人

### 日程
- 8月2日 1日目
- 8月3日 2日目

### 会場
※太字は新設、もしくは2013年からの変更箇所
- HOT STAGE：新大陸 Great Summer スタジアム
- DOLL FACTORY：湾岸スタジオ M2スタジオ
- ENJOY STUDIUM：湾岸スタジオ M1スタジオ
- INFO CENTRE：湾岸スタジオ 多目的ホール（フリーエリア）
- SMILE GARDEN：ウエストプロムナード公園広場（フリーエリア）
- SKY STAGE：湾岸スタジオ屋上
- TIF STUDIO：湾岸スタジオ 湾岸ミュージアム
- FESTIVAL STAGE：ダイバーシティ東京プラザ（フリーエリア）
- MY NAVI STAGE：フジテレビ本社屋 新大陸マイナビステージ（フリーエリア）
- GRAND MARKET・GREETING AREA：センタープロムナード（フリーエリア）

### 出演者
メインMC
- 濱口優（よゐこ）- 総合司会
- 堤下敦（インパルス）- サブ司会
- クロちゃん（安田大サーカス）- レポーター

トークステージ「INFO CENTRE」MC
- クロちゃん（安田大サーカス）
- 菊地智義（ポテト少年団）
- のり（オテンキ）
- 星野卓也
- すいたんすいこう
- 日笠麗奈
- 編集部FINDS 営業部apo

### 放送・配信・Blu-ray Disc
放送
8月2日 - Day1
9:30 - 11:30 BSスカパー!で生放送
13:00 - 15:00 フジテレビNEXT ライブ・プレミアム / フジテレビNEXTsmartで生放送
8月3日 - Day2
15:00 - 17:00 BSスカパー!で生放送
18:00 - 20:00 フジテレビNEXT ライブ・プレミアム / フジテレビNEXTsmartで生放送
この他、後日フジテレビNEXT ライブ・プレミアムなどでライブの模様を1時間に編集した「SPエディション」が20回にわたり放送された。
配信
ニコニコ生放送
ライブステージ「SMILE GARDEN」を有料配信。
8月2日9:30 - 21:00 / 8月3日9:50 - 21:00
SHOWROOM
ライブステージ「DOLL FACTORY」内の「SHOWROOMステージ」を無料配信。
8月2日18:00 - 20:00 / 3日16:00 - 18:10
トークステージ「INFO CENTRE」を無料配信。
8月2日10:00 - 20:50、21:30 - 23:00（「菊地亜美の1ami9」公開生放送）/ 8月3日10:00 - 18:50
Blu-ray Disc
2014年11月19日、アイドリング!!!及び同グループとの共演アイドル出演部分が編集されたBlu-ray Disc『TOKYO IDOL FESTIVAL 2014 feat.アイドリング!!!』（ポニーキャニオン）として発売。

## 2015年
2015年3月24日、フジテレビ球体展望室「はちたま」にて行われたTOKYO IDOL PROJECT記者発表にて『東京アイドルフェスティバル2015』が2015年8月1日・2日に開催されることが発表された。
- 司会
佐野瑞樹（フジテレビアナウンサー）、吉田尚記（ニッポン放送アナウンサー）
- 記者発表会出席メンバー
でんぱ組.inc、アイドリング!!!、ベイビーレイズJAPAN、Negicco、HKT48、濵田俊也

2015年4月18日、TOKYO IDOL PROJECT LIVE「TIF2015開催決定記念ライブ!」に先立ち、会場のニコファーレでコラボ企画の抽選が実施され、ベイビーレイズJAPANとアイドリング!!!、PASSPO☆と風男塾、アップアップガールズ（仮）とLinQ、アフィリア・サーガとDorothy Little Happyのコラボが決定した。TOKYO IDOL PROJECT LIVEでは、2015年7月11日にAKIBAカルチャーズ劇場で「TIF2015メインステージ争奪LIVE!」（出演: アイドルネッサンス、Cupitron、ハコイリ♡ムスメ、PiiiiiiiN、吉田凜音、La PomPon）を行い、1位のアイドルネッサンスがメインステージの出演権を獲得した。また、7月25日にはニコファーレで「TIF2015前夜祭!」を開催した。
フジテレビの夏のイベント「お台場夢大陸 〜ドリームメガナツマツリ〜」とのコラボレーションにより、メインステージが夢大陸オマツリランド（青海P地区）内の「夢大陸サマーゲートスタジアム」となる他、TIF2015リストバンド装着者は夢大陸オマツリランドに入場可能。さらに、2012年以来3年ぶりにZepp DiverCity（TOKYO）も会場（「HEAT GARAGE」）となった。
タイムテーブル発表後「生のアイドルが好き」（ニコニコ生放送）、「私がお客ならこうまわる!TIFタイムテーブルトーク」（テレビ朝日 LoGiRL）、「真夜中のニャーゴ TIF直前スペシャル」（ホウドウキョク24）、「なでksジャパンのTIFタイムテーブル会議」（ツイキャス）で出演者がタイムテーブルを見て鑑賞スケジュールをシミュレートする番組が放送・配信された。
本年は、一部過激なステージングを売り物とする演者側と、過激な演者やファンの行動を抑止するイベント運営サイドとの対立が表面化。BiSHとPOP（現：GANG PARADE）の2組が「アーティスット側の事情」により2日目の出演がキャンセルとなった。BiSH（とPOP）のマネージャー・渡辺淳之介は「100％のパワーが出し切れないライブをしても意味がない」としてTIFから撤退したと語っている。一方せのしすたぁは、吉田豪に「全盛期の大仁田厚ばりのアジテート能力を身につけた」と言わしめた まおのマイクパフォーマンスによりヒートアップする観客をコントロールしていた。
イベント終了後の10月14日、ニコニコ生放送で「TOKYO IDOL FESTIVAL2015 公聴会 〜どうなる!? TIF2016〜」を放送。濵田もご意見対応として出演した。
- 主催：TOKYO IDOL PROJECT
- 共催：東京臨海副都心まちづくり協議会（東京お台場.net）
- オフィシャルパートナー：DMM.yell
- 協賛：集中リゲイン、スカパー!、ファントム オブ キル
- 協力：SHOWROOM、生メール、モバイルNFC協議会、楽天チケット、楽天kobo、Rakuten SHOWTIME
IDOL NATION、アフロの変、かき氷カフェバーyelo、いらこん、ヴィレッジヴァンガード、お台場夢大陸、GLITTER8、魁!音楽の時間、産経デジタル、Japan in Motion、週刊プレイボーイ、SPA!、スペースシャワーTV、タワーレコード、De☆View、TOKYO IDOL NET、Tokyo Girls' Update、ニコニコ生放送、日経エンタテインメント!、Happy Jam、華丸大吉の2020、BSフジ、フジテレビジョン、フジテレビオンデマンド、フジテレビNEXT ライブ・プレミアム、フジテレビ♪フジメロ、ホウドウキョク24、ミスiD、ミュ〜コミ+プラス、週刊ヤングジャンプ、Channel 4K、LoGiRL、りーふねっと

### 日程
- 7月25日 TIF2015前夜祭!（ニコファーレ）
- 8月1日 1日目
- 8月2日 2日目
- 8月3日 a-nation island IDOL NATION × TOKYO IDOL FESTIVAL 〜KOO MEETS IDOL KOO輩 大集合!〜（国立代々木競技場第二体育館）
TOKYO IDOL FESTIVALとIDOL NATIONとのコラボレーションによるイベント。

### 会場
※太字は新設、もしくは2014年からの変更箇所
- HOT STAGE：夢大陸サマーゲートスタジアム
- DOLL FACTORY：湾岸スタジオ M2スタジオ
- ENJOY STUDIUM：湾岸スタジオ M1スタジオ
- INFO CENTRE：湾岸スタジオ 多目的ホール（フリーエリア）
- SMILE GARDEN：ウエストプロムナード公園広場（フリーエリア）
- SKY STAGE：湾岸スタジオ屋上
- TIF STUDIO：湾岸スタジオ 湾岸ミュージアム
- FESTIVAL STAGE：ダイバーシティ東京プラザ（フリーエリア）
- HEAT GARAGE：Zepp DiverCity（TOKYO）
- 夢大陸マイナビステージ：フジテレビ本社屋 夢大陸マイナビステージ（フリーエリア）
- GRAND MARKET・GREETING AREA：センタープロムナード（フリーエリア）

### 出演者
メインMC
- 濱口優（よゐこ）- 総合司会
- 堤下敦（インパルス）- サブ司会（Day2）
- クロちゃん（安田大サーカス）- レポーター
- 喜屋武ちあき - アシスタント（Day1）
- 菊地亜美 - レポーター（Day1）、アシスタント（Day2）

スカパー!オンデマンドMC
- のり（オテンキ）
- 喜屋武ちあき

トークステージ「INFO CENTRE」MC
- クロちゃん（安田大サーカス）
- 菊池智義（ポテト少年団）
- 黒澤P
- 楠山幸英（アイドルジャーナル社編集長）
- ゆず姉（姫くり）
- ミズタマリ
- なでksジャパン（竹中夏海、渡賀レイチェル、日笠麗奈、小口桃子、二宮なゆみ）
- 吉田尚記
- のり（オテンキ）

ミスiD SPECIAL STAGE
出演者一覧には記載がないが、HOT STAGEでは8月2日に「ミスiD SPECIAL STAGE」でミスiD歴代受賞者およびミスiD側が要請したアイドルグループなどのソロステージが行われた。出演グループは以下の通り。
- ミスiD2013：大場はるか（drop）、木下綾菜（さんみゅ〜）、西田藍、 小鳥遊しほ、小池花瑠奈
- ミスiD2014：蒼波純、寺嶋由芙、稲村亜美、レイチェル（渡賀レイチェル）、マチルダ、中村インディア、小野口真央、小野紗也香、木村仁美、京佳（夢みるアドレセンス）、新垣こづ枝、こうやもゆ
- ミスiD2015：金子理江、水野しず、黒宮れい、篠崎こころ、山田愛奈、来夢、ファンタジスタさくらだ、深海誉、新井希美、天川宇宙、甘夏ゆず（バンドじゃないもん!）、伊藤麻希（LinQ）、楠みゆう、筒井のどか、中嶋春陽、堀越千史、丸山莉南、みきちゅ、桃香、雛形羽衣、工藤えりな、ヲガワササノ、真奈、ぱいぱいでか美
- ソロステージ：Vampillia、ジュネス☆プリンセス、chelmico、プティパ-petit pas!-、Maison book girl、みきちゅ、LADYBABY
- ゲスト：玉井杏奈（PASSPO☆）、吉田凜音
- MC：菊池智義（ポテト少年団）、レナ（バニラビーンズ）

### 放送・配信・DVD
放送
8月1日 - Day1
10:00 - 12:00 フジテレビNEXTライブ・プレミアム / フジテレビNEXTsmartで生放送
13:00 - 15:00 BSスカパー!で生放送（17:00 - 19:00 フジテレビNEXTライブ・プレミアム / フジテレビNEXTsmartで録画放送）
19:00 - 21:00 フジテレビNEXTライブ・プレミアム / フジテレビNEXTsmartで生放送
8月2日 - Day2
13:00 - 15:00 BSスカパー!で生放送
18:00 - 20:00 フジテレビNEXT ライブ・プレミアム / フジテレビNEXTsmartで生放送
この他、9月17日よりフジテレビNEXT ライブ・プレミアムなどでライブの模様を1時間に編集した「SPエディション」が10回にわたり放送。
配信
トークステージ「INFO CENTRE」SHOWROOMで終日生配信
8月1日 - Day1
9:40 - 21:00「SMILE GARDEN」楽天SHOWTIMEで生配信
10:00 - 22:00「HEAT GARAGE」ニコニコ生放送で生配信
15:00 - 16:00 スカパー!オンデマンドで生配信
18:10 - 20:40「DOLL FACTORY」SHOWROOMで生配信
8月2日 - Day2
9:35 - 21:00「SMILE GARDEN」楽天SHOWTIMEで生配信
9:50 - 19:30「HEAT GARAGE」ニコニコ生放送で生配信
15:00 - 16:00 スカパー!オンデマンドで生配信
DVD
2015年10月30日、アイドリング!!!出演部分のみ『TOKYO IDOL FESTIVAL 2015 feat.アイドリング!!!』（フジテレビジョン）として発売された。

## 2016年
2016年1月1日（2015年12月31日深夜）、フジテレビ系列にて放送された「アイドル NEW YEAR サミット 2016」にて『東京アイドルフェスティバル2016』が2016年8月5日・6日・7日に開催されることが発表された。開催期間は昨年までの2日間から3日間に拡大された。日経エンタテインメント7月号の中で、濵田は意図的に出演アイドルを200以上と増やし、初出演アイドルの比率も従来の15%から50%程度に引き上げるなどの方向づけによって日本の音楽フェス動員数ベスト10入りを目指す戦略を語っている。
本年は、お台場夢大陸有料エリア内のステージがなくなり、代わりに船の科学館駐車場にSHIP STAGEが設けられた。これは、開催日数を3日間に拡大するにあたって、フジテレビの番組制作（湾岸スタジオ）やイベント（夢大陸）への負担を減らすためで、TIF側が独自にステージを設営するという判断であったが、予算の関係で屋根を付けられなかったなど、アイドルや客に負担をかけてしまったことを反省点として挙げている。
3月14日、第1弾出演者7組が発表。5月22日にAKIBAカルチャーズ劇場で行われる「TOKYO IDOL LIVE プレミアム『祝!TIFコラボライブ開催!』」でコラボレーションライブの抽選が行われた。
7月9日には、青明寺浦正（風男塾）プロデュースによる『浦 TIF2016 前夜祭』が開催、TIF当日の8月5日（トークの部）・6日（ライブの部）にも浦TIFのコーナーが行われた。
8月5日には、前年実施されていなかった「IDOL CLUB NIGHT」が復活。前年会場でセクシー枠の復活を訴えていたベッド・インも出演している。また、関連イベントとして8月6日夜にはセクシータレントが出演する「スパークリングNIGHT!!」が開催された。
他のアイドルイベント（アイドル甲子園、アイドル横丁、@JAM、Happy Jam（関西テレビ放送）、ミュージックパーク（ニッポン放送）が協力に名を連ねる）との連動企画として、8月5日には@JAMナビゲーターのNAHが出演するほか、濵田と@JAM総合プロデューサーの橋元が「TOKYO IDOL PROJECT×@JAMトークショー」に揃って出演し、TOKYO IDOL PROJECTと@JAMのコラボイベント「New year Premium Party」の初開催を発表。また、アイドル横丁夏まつり!!の人気企画「グラドル横丁」が「TOKYO GRAVURE IDOL FESTIVAL 2016」、「つりぼり横丁」が「TOKYO IDOL 縁日」として行われた。
これら多数の徹底した施策の結果、約76000人の動員を獲得、2016年に国内で開かれた音楽フェスの動員数ランキングベスト10（9位）となり、開催前に濵田が各所で宣言した目標を達成した。また、最終日には濵田が自らのフジ・メディア・ホールディングス経営企画局への異動と、TOKYO IDOL FESTIVALとTOKYO IDOL PROJECT総合プロデューサーの交代を発表。後日菊竹龍、岡本衣紅子が2代目TOKYO IDOL PROJECT総合プロデューサー、4代目TOKYO IDOL FESTIVAL 総合プロデューサーとなることが明らかになった。
- 主催：TOKYO IDOL PROJECT
- 共催：東京臨海副都心まちづくり協議会
- 協賛：きみだけLIVE、タワーレコード、DMM.yell、BOAT RACE、Calbeeポテリッチ、RAIZIN、楽天チケット
- 協力：アイドル甲子園、アイドル横丁、@JAM、FOD、Kawaiian TV、神の手、産経デジタル、Zipper、Shamrock、週刊プレイボーイ、SHOWROOM、BSスカパー!、SPACE SHOWER、テレビ新広島、De☆View、Tokyo Girls' Update、生メール、ニコニコ生放送、日経エンタテインメント!、Happy Jam、BSフジ、ヴィレッジヴァンガード、フジテレビ、フジテレビNEXT ライブ・プレミアム、フジテレビラボLLC、フジメロ、ホウドウキョク24、Poptalk、ミュ〜コミ+プラス、ミュージックパーク、週刊ヤングジャンプ、LINE、楽天SHOW TIME、RIZE、lopi-lopi

### 日程
- 8月5日 1日目
- 8月6日 2日目
- 8月7日 3日目

### 会場
※太字は新設、もしくは2015年からの変更箇所
- HOT STAGE：Zepp Divercity（TOKYO）
- SHIP STAGE：船の科学館 駐車場エリア
- SMILE GARDEN：ウエストプロムナード公園広場（フリーエリア）
- DOLL FACTORY：湾岸スタジオ M2スタジオ
- SKY STAGE：湾岸スタジオ屋上
- FESTIVAL STAGE：ダイバーシティ東京プラザ（フリーエリア）
- DREAM STAGE：フジテレビ本社屋1F広場（お台場みんなの夢大陸2016・マイナビステージ、フリーエリア）
- INFO CENTRE：湾岸スタジオ 多目的ホール（有料）
- TIF STUDIO：湾岸スタジオ 湾岸ミュージアム
- GRAND MARKET・GREETING AREA・TOKYO GRAVURE IDOL FESTIVAL 2016・TOKYO IDOL 縁日：青海臨時駐車場（フリーエリア）

### 出演者
メインMC
- 濱口優（よゐこ） - 総合司会（DAY2・3）
- 堤下敦（インパルス） - サブ司会（DAY1）
- クロちゃん（安田大サーカス） - アシスタントMC（DAY1・3）
- 上々軍団 - アシスタントMC（DAY1・2）

トークステージ「INFO CENTRE」MC
- 吉田尚記（ニッポン放送）
- クロちゃん（安田大サーカス）
- スベリーマーキュリー
- 上々軍団

その他ステージMC
- DJダイノジ（大谷ノブ彦）
- 掟ポルシェ
- おみやげ（アイドルヲタクグループ）
- イジリー岡田[63]

### 放送・配信
生放送
8月5日 Day1
15:00 - 17:00 BSスカパー! / スカパー!オンデマンド
17:00 - 19:00 フジテレビNEXTライブ・プレミアム / NEXTsmart
8月6日 Day2
11:20 - 11:50 フジテレビ（関東地区）
16:00 - 18:00 BSスカパー! / スカパー!オンデマンド
18:00 - 20:00 フジテレビNEXTライブ・プレミアム / NEXTsmart
8月7日 Day3
17:00 - 19:00 BSスカパー! / スカパー!オンデマンド
19:00 - 21:00 フジテレビNEXTライブ・プレミアム / NEXTsmart
生配信
8月4日 - 前日
18:00 - 20:00「TOKYO IDOL リハーサル中」ニコニコ生放送
8月5日 Day1
9:40 - 21:00「SMILE GARDEN」楽天SHOWTIME
10:00 - 22:00「HOT STAGE」ニコニコ生放送
10:00 - 21:00「DOLL FACTORY」ニコニコ生放送
10:00 - 20:30「SKY STAGE」ニコニコ生放送
10:00 - 21:30「INFO CENTRE」SHOWROOM
21:30 - 22:30「アフター スナックうめ子 NIGHT1」ニコニコ生放送
8月6日 Day2
9:45 - 21:00「SMILE GARDEN」楽天SHOWTIME
10:00 - 20:00「HOT STAGE」ニコニコ生放送
10:00 - 19:00「DOLL FACTORY」ニコニコ生放送
10:00 - 20:30「SKY STAGE」ニコニコ生放送
10:00 - 21:45「INFO CENTRE」SHOWROOM
21:30 - 22:30「アフター スナックうめ子 NIGHT2」ニコニコ生放送
8月7日 Day3
9:30 - 21:00「SMILE GARDEN」楽天SHOWTIME
10:30 - 21:00「HOT STAGE」ニコニコ生放送
10:00 - 20:00「DOLL FACTORY」ニコニコ生放送
10:00 - 20:00「SKY STAGE」ニコニコ生放送
10:00 - 21:30「INFO CENTRE」SHOWROOM
21:30 - 22:30「TOKYO IDOL 打ち上げ中」ニコニコ生放送

### TOKYO IDOL FESTIVAL 2016 LOVES ♥ HIROSHIMA〜男気も女気もあるけんねぇ〜 presented by Japan in Motion
2016年5月4・5日、広島・JMSアステールプラザ大ホールでTIFのオフィシャルスピンオフイベント「「TOKYO IDOL FESTIVAL 2016 LOVES ♥ HIROSHIMA」〜男気も女気もあるけんねぇ〜 presented by Japan in Motion」が開催された。
主催はテレビ新広島とその子会社でアクターズスクール広島(ASH)の運営やテレビ番組「Japan in Motion」を制作しているTSSプロダクション。TOKYO IDOL PROJECTが協力。
TIF2016出演者によるライブに加えて、ASHのCDデビューユニット公開オーディションや、TIF2016スペシャルステージ出演権を争うバトルライブなどが行われた。そこで勝ち上がったKRD8、MilkShake、peonyが本戦に出場した。

## 2017年
2016年12月23日にOAされた「指原議長とアイドル国会」（フジテレビ）内にて、2017年8月4日（金）5日（土）6日（日）、会場：お台場・青海周辺エリアにて開催を発表。
- 主催：TOKYO IDOL PROJECT
- 共催：東京臨海副都心まちづくり協議会
- 協賛：リクルート激レアバイト、スターバックス ジャパン、タワーレコード、BOAT RACE、楽天チケット、RIZEリゼクリニック
- 協力：アイドル甲子園、アイドル横丁、Aqua Factory、@JAM、FOD、神の手、産経デジタル、JidorAR、SHOWROOM、SPACE SHOWER、De☆View、Tokyo Girls' Update、ニッポン放送、BSフジ、BSスカパー!、ヴィレッジヴァンガード、フジテレビ、フジテレビNEXTライブプレミアム、FUJIFILM、フジメロ、ポニーキャニオン、MinoriTY、ミュ〜コミ+プラス、ミュージックパーク、U.M.U AWARD、LIVE DAM STADIUM、LINE、lopi-lopi

### 日程
- 8月4日 1日目
- 8月5日 2日目
- 8月6日 3日目

### 会場
※太字は新設、もしくは2016年からの変更箇所
- HOT STAGE：HOT SUMMER スタジアム（お台場みんなの夢大陸2017・スマイルランド内）
- HEAT GARAGE：Zepp Divercity（TOKYO）
- SMILE GARDEN：ウエストプロムナード公園広場（フリーエリア）
- DOLL FACTORY：湾岸スタジオ M2スタジオ
- SKY STAGE：湾岸スタジオ屋上
- FESTIVAL STAGE：ダイバーシティ東京プラザ（フリーエリア）
- NTTドコモ×フジテレビ 5G STAGE：フジテレビ7F 屋上庭園 フジさんのヨコ
- DREAM STAGE：フジテレビ本社屋1F広場（お台場みんなの夢大陸2017・マイナビステージ、フリーエリア）
- INFO CENTRE：湾岸スタジオ 多目的ホール
- GRAND MARKET・GREETING AREA・TOKYO GRAVURE IDOL FESTIVAL 2017・TOKYO IDOL 縁日：青海臨時駐車場（有料）

### 出演者
TOKYO IDOL FESTIVAL 2017チェアマン
- 指原莉乃（HKT48 / STU48）[66]

グランドフィナーレMC
- 濱口優 (よゐこ） - メイン
- クロちゃん（安田大サーカス） - サブ

トークステージ「INFO CENTRE」MC / その他ステージMC
- 吉田尚記（ニッポン放送）
- クロちゃん（安田大サーカス）
- 浦えりか
- 小桃音まい
- スベリー・マーキュリー
- 日里麻美（有楽町ベンチーズ） - アシスタントMC
- 宮田翔子（有楽町ベンチーズ） - アシスタントMC
- 土田晃之
- 徳井健太
- DJダイノジ - 演者兼MC
- 上々軍団
- イジリー岡田
- ユリオカ超特Q
- 中田花奈（乃木坂46）
- 団長安田（安田大サーカス）
- はまぐちコントサークル - 演者兼MC
- 古木智志（タワーレコード） - 司会進行

場内放送・紹介VTR、ナレーション
- 矢吹奈子（HKT48 / AKB48）[69]

### 放送・配信
生放送
8月5日 - Day2
11:15 - 11:45 フジテレビ（関東地区）
15:00 - 15:50 BSフジ
8月6日 - Day3
18:00 - 21:00 フジテレビNEXTライブ・プレミアム / NEXTsmart
生配信
8月3日 - 前日
18:30 - 20:30「TOKYO IDOL リハーサル中」ニコニコチャンネル（TOKYO IDOL CAHNNEL ※以下同じ）
8月4日 - Day1
9:30 - 20:00「SMILE GARDEN」フジテレビオンデマンド
9:30 - 20:15「HOT STAGE」ニコニコ生放送
10:15 - 18:45「DOLL FACTORY」Rakuten TV
11:00 - 20:30「SKY STAGE」ニコニコチャンネル
10:00 - 21:30「INFO CENTRE」SHOWROOM
12:00 - 19:00「楽屋裏生中継」ニコニコ生放送
21:30 - 22:30「"スナックうめ子" ライバル店「スナック杏」開店」ニコニコチャンネル
8月5日 - Day2
9:45 - 20:00「SMILE GARDEN」フジテレビオンデマンド
9:30 - 20:45「HOT STAGE」ニコニコ生放送
10:00 - 20:45「DOLL FACTORY」Rakuten TV
11:00 - 20:00「SKY STAGE」ニコニコチャンネル
10:00 - 21:45「INFO CENTRE」SHOWROOM
12:00 - 19:00「楽屋裏生中継」ニコニコ生放送
21:30 - 22:30「"スナックうめ子" ライバル店「はっちゃけ居酒屋」開店」ニコニコチャンネル
8月6日 - Day3
9:45 - 19:30「SMILE GARDEN」フジテレビオンデマンド
9:30 - 20:15「HOT STAGE」ニコニコ生放送
10:00 - 19:30「DOLL FACTORY」Rakuten TV
11:00 - 19:30「SKY STAGE」ニコニコチャンネル
10:00 - 21:30「INFO CENTRE」SHOWROOM
12:00 - 19:00「楽屋裏生中継」ニコニコ生放送
21:30 - 22:30「TOKYO IDOL 打ち上げ中」ニコニコチャンネル

### TIF2017全国選抜LIVE
運営・ニッポン放送のもと同フェスへの出演権8枠をかけたLIVE選抜を実施。ただしTIF出演歴なし、もしくは1回のみであることが条件。
1次書類選考および2次SHOWROOM公開オーディション（北陸ブロック除く）を経て、4月から5月にかけて開催されるアイドルイベント「ミュージックパーク」もしくは「THE LIVE」（九州・沖縄ブロック）とのコラボレーションによる最終選考ライブへと進み、各ブロックの優勝者がTIF2017の出演権を獲得。優勝アイドルは当日ステージ上で、TOKYO IDOL FESTIVALプロデューサーの『TIF子』こと岡本衣紅子（フジテレビ）からの出演承諾書にサインしてもらう。MCはニッポン放送の大垣修也。
| ブロック     | 最終選考                            | 優勝          | エントリー |
| ------------ | ----------------------------------- | ------------- | --- |
| 北海道・東北 | 2017年4月22日 SENDAI CLUB JUNK BOX  | 虹の架け橋    | THEご主人様、chairmans、Ta-Colors、北琉夢ラビリンス、まちあわせハチ公ガールズ、MissCarat、ルミナリア                                                   |
| 関東A        | 2017年4月2日 フジさんのヨコ         | Parfait       | あかぎ団、大宮I☆DOLL、鈴音ひとみ、TOKYO喫茶、東京23区ガールズ、はっぴっぴ、BANZAI JAPAN                                                                |
| 関東B        | 2017年5月28日 フジさんのヨコ        | ROSARIO+CROSS | スプリングChu♡bit、SoulMate、d-girls、Magical Ban☆Bang、まちだガールズクワイア、水戸ご当地アイドル（仮）、代々木女子音楽院                             |
| 北陸         | 2017年5月20日 新潟県民会館 小ホール | 空野青空      | 越後姉妹Geeks、IM Zip、Vienolossi、ピコピコ☆レボリューション、ぱぴぷぺぽんこっつ、My Girlfriends                                                       |
| 中部         | 2017年4月15日 JAMMIN'               | Candy☆Drops   | アイドル教室、ありえんねむいしばかはらへったと思ったにゃん的な。（仮）、（株）やみつきカンパニー、Gallop+、Star☆T、ダンシング☆プリンセス、P.IDL NAGOYA |
| 近畿         | 2017年4月9日 ROCKTOWN               | フルーレット  | Obento Idole、Culumi、SUPER flavor、天空音パレード、ハンバーガールZ、WT☆Egret、Miniature Garden                                                        |
| 中国・四国   | 2017年5月4日 SECOND CRUTCH          | feelNEO       | 愛の葉Gilrs、かき娘、Shimane Diva Project、Sha☆in、T☆Tイレブン、ハニー・ジュエル、Re:ReKOCHI                                                           |
| 九州・沖縄   | 2017年5月14日 飯塚セントラルホール  | パピロジェ    | I'S wing、おとまむ系ロディー、くるーず〜CRUiSE!、Smile、Tick☆tik、藤崎未花、MONECCO5                                                                   |

制作：ミュージックパーク（ニッポン放送／ジ・ズー／アクアファクトリー）・THE LIVE（シャムロック）
PR協力：ニッポン放送・FISEMAN CREATIVE・日本ご当地アイドル活性協会
協力：SHOWROOM

### Road to TIF2017
TIF本大会の最後の出場権をかけた、フジテレビとSHOWROOMの連動による配信オーディション企画。予選を勝ち抜き本戦に出場した18組で争われ、視聴者から最もポイントを獲得した上位6組（1位：パピマシェ、2位：Púca、3位：鈴音ひとみ、4位：純粋カフェ・ラッテ、5位：HIGH SPIRITS、6位：キミイロプロジェクト）が選出された。

## 2018年
2017年10月27日「TOKYO IDOL FESTIVAL 2018」の開催を発表。同年12月7日収録、2018年1月1日早朝に放送された「この指と〜まれ！2018元旦スペシャル」において、指原莉乃が2年連続でチェアマンに就任することが発表された。
本年はオーディション企画として3つの扉を用意。前年から行われている「全国選抜LIVE」「Road to TIF」に加えて、アイドルに造詣の深い有識者をレコメンダーとして推薦してもらい従来の選考方法では選ばれなかった出演者を選出する「アザーレコメンドLIVE」を行った。
メインステージのHOT STAGEは、フジテレビの夏のイベント（「ようこそ!! ワンガン夏祭り THE ODAIBA 2018」）の会場が縮小（従来有料エリアが設けられていたP地区から「居酒屋えくざいるPARK」を残して撤退）となったことから、Zepp DiverCity（TOKYO）となった。2016年のSHIP STAGEのようなステージも本年は設定がない。
- 主催：TOKYO IDOL PROJECT
- 共催：東京臨海副都心まちづくり協議会
- 協賛：タワーレコード、楽天チケット、リクルート激レアバイト、スターバックス ジャパン、FUJIFILM、Vocal & Dance Collection、Live.me、MIX（ソニックムーブ）
- 協力：アイドル甲子園、アイドル横丁、Aqua Factory、岡山放送、神の手、クックパッド、サマーソニック、産経デジタル、Shamrock、週刊プレイボーイ、SHOWROOM、SPACE SHOWER、Tokyo Girls' Update、ニッポン放送、BSスカパー!、BSフジ、FOD、フジテレビ、フジテレビNEXTライブプレミアム、フジメロ、Freek-Laboraty、ポニーキャニオン、フジメロ、MinoriTY、ミュ〜コミ+プラス、ミュージックパーク、週刊ヤングジャンプ、THE ODAIBA 2018、LIVE DAM STADIUM、LINE、lopi-lopi

### 日程
- 8月3日 1日目
- 8月4日 2日目
- 8月5日 3日目

### 会場
※太字は新設、もしくは2017年からの変更箇所
- HOT STAGE：Zepp Divercity（TOKYO）
- SMILE GARDEN：ウエストプロムナード公園広場（フリーエリア）
- DOLL FACTORY：湾岸スタジオ M2スタジオ
- SKY STAGE：湾岸スタジオ屋上
- FESTIVAL STAGE：ダイバーシティ東京プラザ（フリーエリア）
- FUJI YOKO STAGE ：フジテレビ7F 屋上庭園 フジさんのヨコ
- DREAM STAGE：フジテレビ本社屋1F広場（THE ODAIBA2018・マイナビステージ、フリーエリア）
- INFO CENTRE：湾岸スタジオ 多目的ホール
- GRAND MARKET・GREETING AREA・TOKYO GRAVURE IDOL FESTIVAL 2018・TOKYO IDOL 縁日2018：青海臨時駐車場（有料）

### 出演者
TOKYO IDOL FESTIVAL 2018 チェアマン
- 指原莉乃（HKT48）[72]

グランドフィナーレMC
- 濱口優（よゐこ） - 総合司会

トークステージ「INFO CENTRE」MC
- 吉田尚記（ニッポン放送）
- クロちゃん（安田大サーカス）
- 河村唯（メンテナンス〈元アイドリング!!!〉）
- 酒井瞳（メンテナンス〈元アイドリング!!!〉）
- スベリー・マーキュリー
- はなしょー
- 五戸美樹

その他ステージMC
- 土田晃之
- DJ ダイノジ
- ユリオカ超特Q
- 禿夢（はまぐちコントサークル） - 演者兼任
- メンテナンス（元アイドリング!!!） - 演者兼任
- 岡田ロビン翔子（元チャオ ベッラ チンクエッティ）
- 橋本愛奈（元チャオ ベッラ チンクエッティ）
- イジリー岡田[73]
- みひろ[73]
- DDTプロレスリング - 演者兼任
- 榎並大二郎（フジテレビ）

会場ナレーション
- 矢吹奈子（HKT48）[74][75]

### 放送・配信
生放送
8月5日 - Day3
17:30 - 20:30 フジテレビNEXTライブ・プレミアム / NEXTsmart
生配信
8月2日 - 前日
18:00 - 21:00「TOKYO IDOL リハーサル中」ニコニコチャンネル（TOKYO IDOL CAHNNEL ※以下同じ）
8月3日 - Day1
9:30 - 21:00「HOT STAGE」フジテレビオンデマンド
9:30 - 20:30「SMILE GARDEN」ニコニコ生放送
11:00 - 20:30「SKY STAGE」ニコニコチャンネル
11:00 - 21:00「INFO CENTRE」SHOWROOM
21:30 - 22:30「TOKYO IDOL 発掘中 !」ニコニコチャンネル
8月4日 - Day2
9:30 - 21:00「HOT STAGE」フジテレビオンデマンド
9:30 - 20:30「SMILE GARDEN」ニコニコ生放送
10:00 - 21:00「SKY STAGE」ニコニコチャンネル
11:00 - 21:00「INFO CENTRE」SHOWROOM
21:30 - 22:30「出張・IQブッキー」ニコニコチャンネル
8月5日 - Day3
9:30 - 17:15「HOT STAGE」フジテレビオンデマンド
9:30 - 21:00「SMILE GARDEN」ニコニコ生放送
10:00 - 21:00「SKY STAGE」ニコニコチャンネル
10:30 - 21:00「INFO CENTRE」SHOWROOM
21:30 - 22:30「TOKYO IDOL 発掘中 !」ニコニコチャンネル

### TIF2018全国選抜LIVE
昨年に続き、今開催フェスへの出演権7枠をかけたLIVE選抜を実施。本年はTIF出演歴に関わらず参加可能。優勝アイドルは当日ステージ上で、TOKYO IDOL FESTIVALプロデューサーの『TIF子』こと岡本衣紅子（フジテレビ）からの出演承諾書にサインしてもらう。MCはニッポン放送の大垣修也。
| ブロック     | 最終選考（2018年）           | 優勝               | エントリー |
| ------------ | ---------------------------- | ------------------ | --- |
| 北海道・東北 | 4月15日 札幌cube garden      | 2代目HAPPY少女♪    | Teamくれれっ娘!、Ta-Colors、ピイシーズ、POEM、Popping☆Smile、MissCarat、ゆきやこんここんこ・こーんこんこん!                |
| 関東・北陸A  | 3月17日 お台場フジさんのヨコ | 純粋カフェ・ラッテ | かぷりす、きゅい〜ん'ズ、鈴音ひとみ、松山あおい、未完成リップスパークル、メイリイ、ヤンチャン学園 音楽部                   |
| 関東・北陸B  | 4月28日 白金高輪SELENE b2    | 大宮☆IDOLL         | おはよう!もきゅれーしょん、キミイロプロジェクト、sherbet、東京23区ガールズ、BANZAI JAPAN、星乃ちろる、夢じかけのフローレン |
| 中部         | 4月21日 名古屋JAMMIN'        | Gallop+            | 応援☆少女、GRATIA-ALA、てぃんく♪、ナト☆カン&究極人形、のうさぎゆん、Marble-Maple、MOMOもすももももものうち☆                |
| 近畿         | 4月8日 大阪ROCKTOWN          | フルーレット       | AMER+、Obento Idole、WT☆Egret、まいどハンバーガールZ、みくる、ミライスカート、ヤンチャン学園KANSAI                         |
| 中国・四国   | 4月7日 おかやま未来ホール    | まぜるなきけん     | 虹色★STAR、りりこち、jubilee jubilee、はぴか、ミライノート、HIROSHIMA GO!GO!、my♪ラビッツ                                  |
| 九州・沖縄   | 4月1日 福岡Beat Station      | 九州女子翼         | OBP、究極少女・カラット、白金アイドル塾、Smile、パピマシェ、MONECCO5、YU4                                                  |

制作：ミュージックパーク・シャムロック
PR協力：ニッポン放送・FISEMAN CREATIVE・日本ご当地アイドル活性協会
協力：SHOWROOM

### TIF2018アザーレコメンドLIVE
新たなスター発掘をテーマに、アイドル界隈の有識者推薦（レコメンダー）による選出企画。出演枠は3組+1。
1次選考として、レコメンダー7名とファンによるTwitterレコメンドにより10組を選出。SHOWROOMによる2次選考を経て、6月30日に代アニLIVEステーションで行われるライブにてTIFに出場する3組（1位：tipToe.、2位：あそびダンジョン、3位：会心ノ一撃）が決定。このほか、cana÷bissが「Next Girls 2018ステージ」枠で選出。伊藤麻希はメンテナンスメンバー兼路上プロレスのレスラーとして出演。
- レコメンダー：川上貴也（新宿ReNY）、ギュウゾウ、斉藤K（「AKIHABARA IDOL PARTY」主宰）、篠本634、たかし（トレンディエンジェル）、フジモリ"ショートケーキ"ダイスケ（「Sweet Motion/U.T.I.F」主宰）、吉田豪
- エントリー：あそびダンジョン、伊藤麻希、うさぎのみみっく！！、会心ノ一撃、cana÷biss、SAKA-SAMA、tipToe.、HAMIDASYSTEM、眉村ちあき、3776

### Road to TIF2018
TIF本大会の最後の出場権をかけた配信オーディション企画を、昨年に続き実施。前回と同様に予選を勝ち抜いた決勝18組で争い、視聴者から最もポイントを獲得した上位6組（1位：QunQun、2位：Spindle、3位：Púca、4位：Jewel☆Neige、5位：アンダービースティー、6位：ハラ塾DREAM MATE）が選出された。

## 2019年
2018年11月「TOKYO IDOL FESTIVAL 2019」の開催と、10周年記念企画の概要を発表。
- 主催：TOKYO IDOL PROJECT
- 共催：東京臨海副都心まちづくり協議会
- 協賛：タワーレコード、楽天チケット、ソムリエTVおかざき恋愛四鏡、Chrono Point、リクルート激レアバイト、CHEERZ、FUJIFILM、Vocal & Dance Collection、LINE LIVE
- 協力：アイドル甲子園、アイドル横丁、Aqua Factory、岡山放送、Shamrock、週刊プレイボーイ、SHOWROOM、SPA!、DAM、DDTプロレスリング、TWIN PLANET、FM NACK5、ニッポン放送、BSスカパー!、フジテレビ、フジテレビTWO、フジメロ、フリュー、Freek-Laboraty、ほぐしの達人、ポニーキャニオン、ミュージックパーク、THE ODAIBA 2019、LINE

### 日程
- 8月2日 1日目
- 8月3日 2日目
- 8月4日 3日目

### 出演者
TOKYO IDOL FESTIVAL 2019 チェアマン
- 指原莉乃

グランドフィナーレMC
- 濱口優（よゐこ） - メイン
- 朝日奈央（メンテナンス） - サブ

トークステージ「INFO CENTRE」MC
- 吉田尚記（ニッポン放送）
- 佐久間宣行（テレビ東京）
- 河村唯（メンテナンス）
- 酒井瞳（メンテナンス）
- クロちゃん（安田大サーカス)
- スベリー・マーキュリー
- 吉田豪
- ハラミン
- 楠山幸英（アイドルカメラマン）
- 渡辺和洋（フジテレビ）
- 山中章子（フジテレビ）

その他ステージMC
- 土田晃之
- 徳井健太（平成ノブシコブシ)
- はなしょー
- DJ ダイノジ
- 西村ひよこちゃん
- 手島優 - 演者兼任
- メンテナンス（元アイドリング!!!） - 演者兼任
- ギュウゾウ（電撃ネットワーク)
- イジリー岡田
- みひろ
- DDTプロレスリング - 演者兼任

### 放送・配信
生放送
8月2日 - Day1
18:00 - 21:00「TIF2019 初日メインステージ生中継」BSスカパー!
8月4日 - Day3
17:30 - 20:40「TIF2019 グランドフィナーレ生中継」フジテレビTWO / フジテレビTWOsmart
生配信
8月1日 - 前日
14:00～16:00「TIFアイドル、ほぐされます。」ニコニコチャンネル
18:00 - 21:00「TIF2019 リハーサル中」ニコニコチャンネル
8月2日 - Day1
10:45～19:00「HOT STAGE」フジテレビオンデマンド
9:30～19:15「SMILE GARDEN」ニコニコ生放送
10:00～17:30「DOLL FACTORY」ニコニコチャンネル
10:30～21:00「SKY STAGE」ニコニコチャンネル
11:00～21:00「INFO CENTRE」SHOWROOM
21:30 - 22:30「TIF2019〜DAY1〜」ニコニコチャンネル
8月3日 - Day2
10:50～21:00「HOT STAGE」フジテレビオンデマンド
9:45～19:10「SMILE GARDEN」ニコニコ生放送
10:00～21:00「DOLL FACTORY」ニコニコチャンネル
10:30～21:00「SKY STAGE」ニコニコチャンネル
11:00 - 21:00「INFO CENTRE」SHOWROOM
21:30 - 22:30「TIF2019〜DAY2〜」ニコニコチャンネル
8月4日 - Day3
10:50～16:00「HOT STAGE」フジテレビオンデマンド
9:45～19:20「SMILE GARDEN」ニコニコ生放送
10:00～20:00「DOLL FACTORY」ニコニコチャンネル
10:30～20:00「SKY STAGE」ニコニコチャンネル
11:00～21:00「INFO CENTRE」SHOWROOM
21:30 - 22:30「TIF2019〜DAY3〜 打ち上げ中」ニコニコチャンネル

### TIF2019全国選抜LIVE
3年連続で、今開催フェスへの出演権をかけたLIVE選抜を実施。本年はセカンドチャレンジ・ブロック（敗者復活3枠）を増設し、計10枠に拡大した。優勝アイドルは当日ステージ上で、TOKYO IDOL FESTIVALプロデューサーの『TIF子』こと岡本衣紅子（フジテレビ）からの出演承諾書にサインしてもらう。MCはポニーキャニオンの大垣修也。
スペシャルサポーターはAKB48チーム8。
| ブロック                           | 最終選考日                   | 優勝                                             | エントリー |
| ---------------------------------- | ---------------------------- | ------------------------------------------------ | --- |
| 北海道・東北                       | 5月18日 札幌cube garden      | フルーティー                                     | KAHO、北見焼肉アイドル Meat You、SNOW CRYSTAL、セイレーン、Teamくれれっ娘!、Ta-Colors、虹の架け橋                         |
| 関東・北陸A                        | 3月21日 新宿ReNY             | littlemore.                                      | 黒猫は星と踊る、#3時のおやつ、Tokyo Flamingo、はっぴっぴ、松山あおい、桃色革命、ONE＋ONE＋ONE                             |
| 関東・北陸B                        | 5月5日 渋谷WWWX              | きゃわふるTORNADO                                | キミノマワリ。、鈴音ひとみ、Spindle、Dan te Lion、東京23区ガールズ、HAPPY♡ANNIVERSARY、PUPUPU81                           |
| 中部                               | 4月28日 名古屋JAMMIN'        | Re:Clash                                         | gurumaid=tiara/ぐるティア、てぃんく♪、手羽先センセーション、playa☆pino、Marble-Maple、ラフレーゼ、ロマンティック♡ロマンス |
| 近畿                               | 4月27日 大阪ESAKA MUSE       | WT☆Egret                                         | 大阪24区ガールズ、神戸flavor、JOY VAN CREW、W.、PinkySpice、まいどハンバーガールZ、リリシック学園                         |
| 中国・四国                         | 5月12日 おかやま未来ホール   | feelNEO                                          | えくれあエクレット、COLORLESS、虹色☆STAR、りりこち、戦国舞将女、はぴか、White Rabbits                                     |
| 九州・沖縄                         | 4月14日 福岡スカラエスパシオ | REBIRTH                                          | IQプロジェクト研究生、空想モーメントL+、白金アイドル塾、SPATIO、MONECCO５、LYRA、RoaR                                     |
| セカンドチャレンジ （敗者復活3枠） | 6月23日 新宿ReNY             | 手羽先センセーション Tokyo Flamingo JOY VAN CREW | SPATIO、大阪24区ガールズ、Dan te Lion、りりこち、SNOW CRYSTAL                                                             |

制作：ミュージックパーク、Shamrock
PR協力：ニッポン放送、FISEMAN CREATIVE、日本ご当地アイドル活性協会
協力：SHOWROOM

### TIF2019アザーレコメンド
新たなスター発掘をテーマにした、アイドル界隈の有識者推薦（レコメンダー）による企画を昨年に続き実施。本年度の選出は4枠が用意された。なお、SHOWROOM配信やアザーレコメンドLIVEは実施せず、レコメンダーが選出したアイドルの中から最終的にTIF事務局が決定しオファーする。
- 【アザーレコメンド選出アイドル】[80]：絵恋ちゃん、buGG、撲我さくら、めろん畑a go go
- 【レコメンダー】：秋山慎太郎（名古屋ReNY）、家里航（イベンター）、石橋哲也（構成作家、元カオポイント）、江崎洋幸（渋谷クロスFM代表取締役）、カゲマサユキ（徳間書店）、キクチウソツカナイ。（元ポテト少年団）、ギュウゾウ、斉藤K（イベンター）、笹ぱんだ（S.E.P代表）、篠本634、たかし（トレンディエンジェル）、たるちゃん（イベンター）、タロー（初恋タロー）、チカカラ山本（アイドルWebサイト管理人）、Tetsu（lopi lopi事業部）、徳井健太（平成ノブシコブシ）、西村ひよこちゃん（DJ・イベンター）、野口翔平（イベンター）、橋田祐磨（Studio Freedom）、橋元恵一（@JAM総合プロデューサー）、花井美咲（セカンドステージ）、原広明（ミュージシャン）、福原真一（代々木アニメーション学院）、フジモリ"ショートケーキ"ダイスケ（イベンター）、ボンざわーるど（芸人）、前田健太郎&中鉢健太（イベンター）、前田晃平（JOL原宿）、松本昌幸（MARQUEE編集長）、向山弦太（アイドル甲子園代表）、吉田豪、吉田尚記

### Road to TIF2019
TIF本大会への、最後の出場権をかけたSHOWROOM配信オーディション企画を3年連続で実施。これまでと同様に予選を勝ち抜いた決勝18組で争い、視聴者から最もポイントを獲得した上位6組（1位：狂い咲けセンターロード、2位：黒猫は星と踊る、3位：エラバレシ、4位：ONE+ONE+ONE、5位：はぴか、6位：イケてるハーツ）が選出された。

## 2020年

### TOKYO IDOL FESTIVAL 2020（中止）
2019年12月「TOKYO IDOL FESTIVAL 2020」の開催を発表。例年通りの時期では開催地お台場周辺が『2020年東京オリンピック』の影響を受けるため（当時）、10月にスライドさせた初の秋開催に決定した。
しかし翌2020年、世界的に大流行した新型コロナウイルス感染症拡大の余波を受け、7月末に本年度のお台場開催中止を発表した。

### TOKYO IDOL FESTIVAL オンライン 2020
中止したTIF2020の代替として、オンライン形式による「TOKYO IDOL FESTIVAL オンライン 2020」の開催を発表。
- 主催：TOKYO IDOL PROJECT

### 日程
- 10月2日 1日目
- 10月3日 2日目
- 10月4日 3日目

### オンライン会場
- HOT STAGE：メイン会場
- SMILE GARDEN：野外ステージ
- SKY STAGE：湾岸スタジオ屋上
- LOFT STAGE：屋外ステージ
- CG labo：CGステージ
- バーチャルTIF：バーチャル空間
- オンライン特典会：特典会場
- INFO CENTRE：トーク&バラエティ配信ステージ
- TIF STUDIO：FOD配信ステージ
- IDOL SHOWCASE：ニコニコチャンネル配信ステージ

### 出演者
TIFオンライン2020チェアマン
- 指原莉乃

バーチャルTIFチェアマン
- Rinoちゃん

バーチャルTIFメインMC
- ときのそら

ステージMC
- 吉田尚記（ニッポン放送） - グランドフィナーレ / INFO CENTRE / TIF STUDIO
- 河村唯（メンテナンス（元アイドリング!!!）） - INFO CENTRE
- 酒井瞳（メンテナンス（元アイドリング!!!）） - INFO CENTRE
- 古川洋平 - INFO CENTRE
- 濱口優（よゐこ） - TIF STUDIO
- クロちゃん（安田大サーカス） - TIF STUDIO
- 徳井健太（平成ノブシコブシ） - TIF STUDIO
- はなしょー - IDOL SHOWCASE
- 土田晃之
- DJ ダイノジ - 演者兼任
- 恵比寿マスカッツ - 演者兼任
- DDTプロレスリング - 演者兼任
- 劇団ノーミーツ - 演者兼任

### 放送・配信
※記述の無いものは終日
生放送
- BSスカパー!

「HOT STAGE」10月2日 18:00～21:00
- フジテレビNEXT

「HOT STAGE」10月2日 21:00～22:00
生配信
- スカパー!オンデマンド

「HOT STAGE」10月2日 18:00～21:00
- フジテレビNEXTsmart

「HOT STAGE」10月2日 21:00～22:00
- TIF LIVE STREAM（プラットフォームはSPWN）

「HOT STAGE」
「SMILE GARDEN」
「SKY STAGE」
「LOFT STAGE」
「CG labo」
「バーチャルTIF」
- SHOWROOM

「INFO CENTRE」
- フジテレビオンデマンド（FOD）

「TIF STUDIO」
- ニコニコチャンネル

「IDOL SHOWCASE」
- ニコニコ生放送

「楽屋裏配信」

### TIF2020全国選抜LIVE
4年連続で、今開催フェスへの出演権をかけたLIVE選抜を実施。「北海道・東北ブロック（仙台）」「関東・北陸ブロックA（東京）」「関東・北陸ブロックB（東京）」「中部ブロック（名古屋）」「近畿ブロック（大阪）」「中国・四国ブロック（岡山）」「九州・沖縄ブロック（福岡）」の7ブロック・7組の出演枠に、セカンドチャレンジ2枠を加えた全9組の出演枠を用意。新型コロナウイルス感染症拡散防止対策のため、会場は設置せずスタジオからの配信にて公開。優勝アイドルは当日ステージ上で、TOKYO IDOL FESTIVALプロデューサーの『TIF子』こと岡本衣紅子（フジテレビ）が出演承諾書に署名する。MCはポニーキャニオンの大垣修也。
そして7月末にTIF2020の中止が決定し、代替開催の「TIFオンライン2020」出演に変更。ただし本来のTIF出演権も保証し、次回以降（TIF2021予定）に繰り越される。
スペシャルサポーターは2年連続で、AKB48チーム8が担当。
| ブロック           | 最終選考日 | 優勝                   | エントリー |
| ------------------ | ---------- | ---------------------- | --- |
| 北海道・東北       | 7月11日    | FlowFlow               | アイくるガールズ、お掃除ユニット仙台CLEAR'S、KAHO、刹那ミーティア、Teamくれれっ娘!、虹の架け橋、みちのく仙台ORI☆姫隊 |
| 関東・北陸A        | 7月5日     | 未完成リップスパークル | 鈴音ひとみ、ドリ☆ステ、ニコニコ♡SWEET、バクステ外神田一丁目、プリンセスは眠らないっ!、らぐけん!、令名の和歌          |
| 関東・北陸B        | 7月23日    | 桃色革命               | ウィズプラス、Glitter Piece、Stand-Up!Next!、東京23区ガールズ、プリアモ、平均睡眠8時間。、松山あおい                 |
| 中部               | 7月26日    | P-Loco                 | Suneeds、JAおおいがわ農産物PRユニット 茶果菜、Star☆T、のうさぎゆん、Marble-Maple、ラフレーゼ、Roh Edelsteinen        |
| 近畿               | 7月19日    | キミのガールフレンド   | KRD8、大阪24区ガールズ、神戸flavor、TEN6、PinkySpice、Lovelys、リリシック学園                                        |
| 中国・四国         | 7月18日    | えくれあエクレット     | S-Qty、岡山応援隊ピーチピーチ、佐藤あんず、ゼルトザーム、はぴか、プランクスターズ、BABY♡LIPS                         |
| 九州・沖縄         | 8月2日     | BudLaB                 | ElfinLily、COLORLESS、空想モーメントL+、世界は僕らを待っている、ぱすてる♡popcorn、LIMITED、LYRA                      |
| セカンドチャレンジ | 9月6日     | Star☆T PinkySpice      | 空想モーメントL+、バクステ外神田一丁目、プランクスターズ、松山あおい、みちのく仙台ORI☆姫隊、LYRA                     |

制作：ミュージックパーク、Shamrock
PR協力：ニッポン放送、FISEMAN CREATIVE、日本ご当地アイドル活性協会
協力：SHOWROOM

## 2021年
前年中止したお台場の当フェスを2年ぶりに開催。1年延期となった東京オリンピックの影響で日程は本年も10月開催となった。2代目チェアマンに長濱ねるを起用した。なお、1日目の10月1日は台風16号接近による安全性確保のため中止となっている。
- 主催：TOKYO IDOL PROJECT
- 共催：東京臨海副都心まちづくり協議会
- - 協賛：ONLY FIVE
  - talkport
  - ミクチャ
  - リミスタ
- 特別協力：楽天チケット
- - 協力：アイドル横丁
  - Aqua Factory
  - acosta!
  - Kyoukan
  - グリッジ
  - GROVE
  - Shamrock
  - 週刊プレイボーイ
  - SHOWROOM
  - ジ・ズー
  - SPA!
  - 週刊スピリッツ
  - sommelierTV
  - TWIN PLANET
  - ディアステージ
  - となりのヤングジャンプ
  - 日本ゆかた文化協会
  - bilibili
  - FOD
  - フジテレビ
  - 富士フイルム
  - フリュー
  - ポニーキャニオン
  - マシェバラ
  - 南麻布ラボ
  - 週刊ヤングジャンプ
  - LIVE DAM Ai
  - LINE

### 日程
- 10月1日 1日目（台風16号接近のため中止）
- 10月2日 2日目
- 10月3日 3日目

### 会場
- HOT STAGE：Zepp Divercity（TOKYO）
- SMILE GARDEN：湾岸スタジオ横 公園
- DOLL FACTORY：湾岸スタジオM2スタジオ
- SKY STAGE：湾岸スタジオ屋上
- INFO CENTRE：湾岸スタジオ多目的ホール
- バーチャルTIF：バーチャル配信ステージ
- IDOL SHOWCASE：ニコニコチャンネル配信ステージ

### 出演者
TOKYO IDOL FESTIVAL 2021 チェアマン
- 長濱ねる

グランドフィナーレMC
- 濱口優（よゐこ）

トークステージ「INFO CENTRE」MC
- 吉田尚記（ニッポン放送）
- 河村唯（メンテナンス（元アイドリング!!!））
- 酒井瞳（メンテナンス（元アイドリング!!!））
- 徳井健太（平成ノブシコブシ）
- キクチウソツカナイ。
- はなしょー
- ニレンジャー
- ハラミン
- 今関義樹
- 豊田ルナ - TGIF兼任
- 広山楓 - TGIF兼任
- 由良朱合 - TGIF兼任
- 坂東遥 - TGIF兼任

その他ステージMC
- クロちゃん（安田大サーカス）
- R藤本
- DJ ダイノジ - 演者兼任
- はっちゃけ隊（元PASSPO☆） - 演者兼任

### 放送・配信
※記述の無いものは終日
生放送
- フジテレビONE

「HOT STAGE DAY1前半」10月1日 18:00 - 19:20（台風16号接近のため中止）
- BSスカパー!

「HOT STAGE DAY1後半」10月1日 19:20 - 21:00（同上）
- フジテレビTWO

「HOT STAGE グランドフィナーレ」10月3日 19:00 - 21:00
生配信
- フジテレビONEsmart

「HOT STAGE DAY1前半」10月1日 18:00 - 19:20（台風16号接近のため中止）
- フジテレビTWOsmart

「HOT STAGE グランドフィナーレ」10月3日 19:00 - 21:00
- TIFコミュニティ（プラットフォームはGaudiy）

「HOT STAGE」
「SMILE GARDEN」
「DOLL FACTORY」
「SKY STAGE」
「バーチャルTIF」
- SHOWROOM

「INFO CENTRE」
- ミクチャ

「INFO CENTRE」（一部）
- ニコニコチャンネル

「IDOL SHOWCASE」

### TIF2021全国選抜LIVE
5年連続で、今開催フェスへの出演権をかけたLIVE選抜を実施。「北海道・東⽇本ブロックA・B・C（東京）」「中部ブロック（名古屋）」「近畿ブロック（大阪）」「中国・四国ブロック（岡山）」「九州・沖縄ブロック（福岡）」の各優勝7枠に、セカンドチャレンジ（敗者復活戦）優勝・準優勝2枠を加えた全9組の出演枠を争った。なお、台風接近に伴い開催初日が中止になり、出演予定だったグループは次回以降（TIF2022予定）に繰り越される。
スペシャルサポーターは3年連続で、AKB48チーム8が担当。
| ブロック                          | 最終選考日 | 優勝                        | エントリー |
| --------------------------------- | ---------- | --------------------------- | --- |
| 北海道・東⽇本A                   | 7月24日    | Pretty Ash                  | コスメティックロボット、コンビニ推進アイドル（仮）、鈴音ひとみ、Stand-Up! Next!、天使突抜ニ読ミ、メルクマールメルマール、Lion net girl |
| 北海道・東⽇本B                   | 8月15日    | #PEXACOA                    | 8FLAG、エラバレシ、CANDYS、純粋カフェラッテ、点染テンセイ少女。、Parasite.Kiss、ラブアグレッション                                     |
| 北海道・東⽇本C                   | 8月29日    | イケてるハーツ              | 泡恋、売れても天狗にならない部。、参宮橋駅前女子、セカモノ、ハートの心電図、ひめもすオーケストラ、松山あおい                           |
| 中部                              | 7月31日    | gurumaid=tiara/ぐるティア   | アステリア、ヱンデ、Otto、SPADES、名古屋CLEAR'S、プリンセス物語、WONDER SNAKE                                                          |
| 近畿                              | 8月9日     | おちゃメンタル☆パーティー   | Cute Robin、Good knight**、KOBerrieS♪、必殺♡りあるえすけーぷ、W.ダブルヴィー、TEN6、FanCy-                                             |
| 中国・四国                        | 8月8日     | プランクスターズ            | あすとろLAVENDER、岡山応援隊ピーチピーチ、はぴか、桜川りな、jubilee jubilee、/NOVA（スラッシュノヴァ）                                 |
| 九州・沖縄                        | 8月21日    | 空想モーメントL+            | COLORLESS、KI-HAT、KUWAGATA☆KIDS、はいびす倶楽部、マーブルエンジェル、1UP                                                              |
| セカンドチャレンジ （敗者復活戦） | 9月4日     | 純粋カフェラッテ アステリア | あすとろLAVENDER、COLORLESS、コスメティックロボット、W.、Parasite.Kiss、ひめもすオーケストラ                                           |

主催：TOKYO IDOL PROJECT
制作：ポニーキャニオン/アクアファクトリー/シャムロック
協⼒：⽇本ご当地アイドル活性協会

### Road to TIF2021
TIF本大会への、最後の出場権をかけたSHOWROOM配信オーディション企画を2年ぶりに実施。決勝24組で争い、視聴者から最もポイントを獲得した上位6組（1位：Jewel☆Mare、2位：ハープスター、3位：KATACOTO*BANK、4位：Parasite.Kiss、5位：プリズムハート、6位：1学期の前髪）が選出された。なお、台風接近に伴い開催初日が中止になり、出演予定だったグループは次回以降（TIF2022予定）に繰り越される。

### TIF ASIA TOUR KICK OFF
日本発のカルチャーである「アイドル」をアジアに発信する2022年からの新プロジェクト『TIF ASIA TOUR』のプレイベントをオンラインで開催した。日本やアジア・オーストラリアのアイドルやVTuberが出演した。
- 主催：TIF ASIA TOUR 実行委員会
- 開催日：9月3日
- 配信媒体：ZAIKO

出演者

## 2022年
3年ぶりに夏開催。
- 主催：TOKYO IDOL PROJECT
- 特別協賛：にしたんクリニック
- - 協賛：ONLY FIVE
  - 日本コカ・コーラ
  - Support
  - talkport
  - ミクチャ
  - リミスタ
- - 協力：アイドル横丁
  - Aqua Factory
  - Shamrock
  - 週刊プレイボーイ
  - SHOWROOM
  - SPA!
  - Ticket Village
  - TWIN PLANET
  - ディアステージ
  - TVer
  - 日本ゆかた文化協会
  - バルス
  - bilibili
  - FOD
  - フジテレビ
  - 富士フイルム
  - ポニーキャニオン
  - マシェバラ
  - ミスFLASH2023
  - 南麻布ラボ
  - 吉村寫眞商店
  - LIVE DAM Ai
  - LINE
  - 楽天チケット
  - オリジナルTシャツのUp-T

### 日程
- 8月5日 1日目
- 8月6日 2日目
- 8月7日 3日目

### 会場
- HOT STAGE：Zepp Divercity（TOKYO）
- SMILE GARDEN：湾岸スタジオ横 公園
- DOLL FACTORY：湾岸スタジオM1
- SKY STAGE：湾岸スタジオ屋上
- DREAM STAGE：青海臨時駐車場O地区
- ENJOY STADIUM：青海臨時駐車場P地区
- INFO CENTRE：湾岸スタジオ多目的ホール
- バーチャルTIF：湾岸スタジオ屋上R1
- GRAND MARKET、GREETING AREA、TOKYO GRAVURE IDOL FESTIVAL 2022、TOKYO IDOL 縁日2022：青海臨時駐車場

### 出演者
TOKYO IDOL FESTIVAL 2022 チェアマン
- 長濱ねる

グランドフィナーレ
- 濱口優（よゐこ） - MC（メイン、HOT STAGE兼任）
- 朝日奈央 - ゲスト
- 向井地美音（AKB48）[91] - ゲスト

トークステージ「INFO CENTRE」MC・ゲスト
- 吉田尚記（ニッポン放送）
- 河村唯（メンテナンス（元アイドリング!!!））
- 酒井瞳（メンテナンス（元アイドリング!!!））
- キクチウソツカナイ。
- EON（元 大阪☆春夏秋冬） - SMILE GARDEN、TIFチャンネル兼任
- でか美ちゃん - TIFチャンネル兼任
- クロちゃん（安田大サーカス）  - 演者兼任
- 藤本たかひろ
- タケヤキ翔 - 演者兼任
- スベリー・マーキュリー
- ニレンジャー
- 菜波
- 溜口佑太朗（ラブレターズ）
- 竹中夏海 - 演者兼任
- 古川洋平
- RaMu - 演者兼任
- 片岡沙耶 - 演者兼任
- 松嶋えいみ - 演者兼任
- 桜田愛音 - 演者兼任
- 鈴原優美 - TGIF兼任
- 広山楓 - TGIF兼任
- 菅谷夏子 - TGIF兼任

その他ステージMC
- DJ ダイノジ - 演者兼任
- 3時のヒロイン - 演者兼任
- 向清太朗

### 放送・配信
生配信
- TIFコミュニティ

「HOT STAGE」
「SMILE GARDEN」
「DOLL FACTORY」
「SKY STAGE」
「DREAM STAGE」
「ENJOY STADIUM」
「バーチャルTIF」
- TVer

「DOLL FACTORY」
- FOD

「SKY STAGE」
- SHOWROOM

「INFO CENTRE」
- ニコニコチャンネル

「TIFチャンネル」

### TIF2022全国選抜LIVE
6年連続で当フェスの出演権をかけたLIVE選抜を実施し、今開催から「ソロアイドル」部門を新設した。また従来の地域を大きく統合し「東⽇本ブロックA・B・C（東京、仙台）」「西⽇本ブロックA・B（福岡、大阪）」に分けられた各優勝5枠に、セカンドチャレンジ（敗者復活戦）優勝・準優勝2枠とソロアイドル枠を加えた全8組の出演枠を争った。
スペシャルサポーターは4年連続で、AKB48チーム8が担当。
| ブロック                                | 最終選考日 | 優勝                                  | エントリー |
| --------------------------------------- | ---------- | ------------------------------------- | --- |
| 東⽇本A（東京）                         | 5月5日     | ラストノート                          | 青山Rabness カンシャクノヒナ 参宮橋駅前女子 Silly°Honey BLUU 夕凪プリズム 世ノ果テデ人形ハ唯哂フ。                                                 |
| 東⽇本B（東京）                         | 5月22日    | 点染テンセイ少女。                    | OTHE11O CoCoLo♡RiPPLe ステラリオン CHICKEN BLOW THE IDOL D☆SHOUT ひめもすオーケストラ ポジティブモンスター                                         |
| 東⽇本C（仙台）                         | 6月11日    | chairmans                             | GMU（Gourmet Music Unit） 絶対にKawaiiの領域 ゼロカラドリーム（Zer0 Color Dream） Chase×Chase 日曜日のアプレミディ びっくえんじぇる ペペロンチーノ |
| 西⽇本A（福岡）                         | 5月28日    | BudLaB                                | AQUAPLANET あすとろLAVENDER グットクルー SPATIO 二刀流系アイドル Fortuness パピロジェ 僕等のスイッチ                                               |
| 西⽇本B（大阪）                         | 6月4日     | 脳内パステル                          | Ikenai Rouge Magic Is Étoile タン・サ・サ 浪速猫（なにわキャッツ） プリンセス物語 HATE and TEARS                                                   |
| ソロアイドル（東京）                    | 5月21日    | 松山あおい                            | I LOVE U＠あいり 心乃音 永遠しろせ はぴか 深川史那 桃乃れい ヤギヌマメイ                                                                           |
| セカンドチャレンジ （敗者復活戦・東京） | 7月3日     | ひめもすオーケストラ びっくえんじぇる | 青山Rabness Ikenai Rouge Magic 心乃音 GMU（Gourmet Music Unit） ステラリオン パピロジェ                                                            |

主催：TOKYO IDOL PROJECT
制作：ポニーキャニオン/アクアファクトリー/シャムロック
協⼒：⽇本ご当地アイドル活性協会

### Road to TIF2022
TIF最後の出場権をかけたSHOWROOM配信オーディション企画を今期も実施。32組で争い、視聴者から最もポイントを獲得した上位6組（1位：あぴゅるむ、2位：月島ほたる、3位：ポジティブモンスター、4位：ステラリオン、5位：feelNEO、6位：トキメロ）が選出された。

## 2023年
- 主催：TOKYO IDOL PROJECT
- 共催：東京臨海副都心まちづくり協議会
- 特別協賛：にしたんクリニック
- - 協賛：イープラス
  - ONLY FIVE
  - 日本コカ・コーラ
  - ミクチャ
  - miim
- - 協力：アイドル横丁
  - Aqua Factory
  - Up-T
  - Arc Jewel
  - CANDY
  - Shamrock
  - 週刊プレイボーイ
  - 東京ジョイポリス
  - SHOWROOM
  - SPA!
  - スゴヨセ
  - ステイラック
  - sommelierTV
  - Ticket Village
  - TIGET
  - ディアステージ
  - marche
  - FOD
  - フジテレビ
  - ポニーキャニオン
  - マシェバラ
  - ミスFLASH2024
  - カラオケCLUB DAM
  - LINE

### 日程
- 8月4日 1日目
- 8月5日 2日目
- 8月6日 3日目

### 会場
- HOT STAGE：SUMMER SPLASH スタジアム
- HEAT GARAGE：Zepp Divercity（TOKYO）
- SMILE GARDEN：湾岸スタジオ横 公園
- DOLL FACTORY：湾岸スタジオ屋内
- SKY STAGE：湾岸スタジオ屋上
- DREAM STAGE：フジテレビ本社屋1F広場
- FESTIVAL STAGE：ダイバーシティ東京プラザ2Fフェスティバル広場
- INFO CENTRE：湾岸スタジオ多目的ホール
- GREETING AREA：青海臨時駐車場
- 屋上なうステージ：YouTube公式チャンネル

### 出演者
TOKYO IDOL FESTIVAL 2023 チェアマン
- 長濱ねる

グランドフィナーレMC
- 濱口優（よゐこ） - メイン司会
- 原田葵（元櫻坂46） - フジテレビアナウンサー

トークステージ「INFO CENTRE」MC
- 吉田尚記（ニッポン放送）
- 河村唯（メンテナンス（元アイドリング!!!））
- 酒井瞳（メンテナンス（元アイドリング!!!））
- EON（元大阪☆春夏秋冬） - 他ステージMC兼任
- でか美ちゃん（元APOKALIPPPS） - 他ステージMC兼任
- クロちゃん（安田大サーカス） - 他ステージMC兼任
- 八木沙季（元Lovelys）
- 大坪ケムタ
- 徳井健太（平成ノブシコブシ）[93]
- 峯岸みなみ（元AKB48）[93]
- ハシヤスメ・アツコ（元BiSH）[93]
- ニレンジャー
- シャバダバふじ
- 大塚杏奈 - アシスタント
- 藤本たかひろ
- 森ふうか（元純粋カフェラッテ）
- 大谷ノブ彦（ダイノジ）

その他ステージMC
- 伊吹とよへ
- 3時のヒロイン - 演者兼任
- DJ ダイノジ - 演者兼任

### 放送・配信
生配信
- TIFコミュニティ

「HOT STAGE」（公開収録除く）
「HEAT GARAGE」
「SMILE GARDEN」
「DOLL FACTORY」
「SKY STAGE」
「DREAM STAGE」（TIF総選挙対象ステージのみ）
- FOD

「HOT STAGE」（公開収録除く）
「HEAT GARAGE」
「SMILE GARDEN」
「DOLL FACTORY」
「SKY STAGE」
「DREAM STAGE」（TIF総選挙対象ステージのみ）
- ニコニコチャンネル

TIFチャンネル「DREAM STAGE」
TIF裏チャンネル「DOLL FACTORY」
- SHOWROOM

「INFO CENTRE」
- YouTube

TIF公式YouTube Live「TIFなう！」

### TIF2023全国選抜LIVE
7年連続で当フェスの出演権をかけたLIVE選抜を実施。さらに今回より、真のナンバーワンを決めるべく各ブロック優勝者による「全国選抜グランプリ」が本大会にて開催される。選抜開催地については、「東⽇本ブロック」は東京、「西⽇本ブロック」は大阪の2会場のみとなった。セカンドチャレンジ（敗者復活戦）枠は、各ブロック準優勝者がエントリー優先資格を有する。
| ブロック                                | 最終選考日 | 優勝                                            | エントリー |
| --------------------------------------- | ---------- | ----------------------------------------------- | --- |
| 東⽇本A（東京）                         | 5月5日     | スーパーマカロニサラダ                          | アイドールBRAVE Honey Parasol ふるーつばすけっと ベイビーウルフ Re:verie ロング・グッドバイ ヲドルマヨナカ               |
| 東⽇本B（東京）                         | 5月6日     | りんご娘                                        | 1学期の前髪 .BPM Next☆Rico PATI PATI CANDY...☆ HALO PALLETE 百鬼乙女 ラビットビット                                      |
| 東⽇本C（東京）                         | 6月4日     | プリズムハート                                  | 異世界アイドル☆パラレルパレード Oops A Daizy first selection ふぁんしーどりーみー PureGi My Best Friend 夢幻のプリューム |
| 西⽇本A（大阪）                         | 5月3日     | すたんぴっ!                                     | Squall Line #フラサービックル ボクセカ 僕等のスイッチ MY FAIR GIRL ミケネコガールズ WONDERSNAKE                          |
| 西⽇本B（大阪）                         | 5月4日     | OS☆U                                            | あすとろLAVENDER エミュリボン ChawChaw NaNiYoRi Paradox Risk MERRY CUTE lino_lu                                          |
| ソロアイドル（東京）                    | 5月27日    | 鈴音ひとみ                                      | I LOVE U＠あいり GORI 瀧澤彩夏 月丘つかさ nem仔 桃乃れい ヤギヌマメイ                                                    |
| セカンドチャレンジ （敗者復活戦・東京） | 7月2日     | 異世界アイドル☆パラレルパレード .BPM （準優勝） | Next☆Rico PATI PATI CANDY...☆ ふぁんしーどりーみー MERRY CUTE ヤギヌマメイ ヲドルマヨナカ                                |
| グランプリ決勝 （TIF本会場）            | 8月4日     | りんご娘                                        | 異世界アイドル☆パラレルパレード OS☆U スーパーマカロニサラダ 鈴音ひとみ すたんぴっ! .BPM プリズムハート                   |

主催：TOKYO IDOL PROJECT
制作：ポニーキャニオン/アクアファクトリー/シャムロック
協⼒：日本ご当地アイドル活性協会

### Road to TIF2023
TIF最後の出場権をかけたSHOWROOM配信オーディション企画を例年通り実施。32組で争い、視聴者から最もポイントを獲得した上位6組（1位：スプスラッシュ、2位：IDOL HOUSE、3位：Symdolick、4位：純粋カフェラッテ、5位：RASCAL CLAN、6位：momograci）が選出された。

## 2024年
- 主催：TOKYO IDOL PROJECT

### 日程
- 8月2日 1日目
- 8月3日 2日目
- 8月4日 3日目

### 出演者
TOKYO IDOL FESTIVAL 2024 チェアマン
- 長濱ねる

女性アイドル出演者189組（2024年7月30日現在）、太字は初出場（前回開催初出場予定だった降板者にも改めて適用） 。
- i-COL
- ideal peco
- アイドルカレッジ
- アイドルマスター シャイニーカラーズ（シーズ）
- iLiFE!
- iLiFE!候補生
- あおぞらをキミに
- Aqours[注 11]
- Axelight
- Appare!
- アップアップガールズ（仮）
- アップアップガールズ（2）
- ANA®KIE
- AVAM（アベアム）
- あまいものつめあわせ
- AMEFURASSHI
- Ange☆Reve
- アンスリューム
- ambitious
- UNLAME（アンレイム）
- いぎなり東北産
- ExWHYZ
- =LOVE
- いちごみるく色に染まりたい。
- INUWASI
- UtaGe!
- ukka
- ウマ娘 プリティーダービー
- ASP
- AKB48
- 衛星とカラテア
- HKT48
- エウロパデリック
- SKE48
- STU48
- NMB48
- NGT48
- えのぐ
- THE ORCHESTRA TOKYO
- 小倉唯
- OCHA NORMA
- 乙女シンドリーム
- 限りなく白く
- かすみ草とステラ
- ガチャピン
- カラフルスクリーム
- 可憐なアイボリー
- 神薙ラビッツ
- KiSS KiSS
- GANG PARADE
- CANDY TUNE
- 九州女子翼
- Quubi
- きゅるりんってしてみて
- 清竜人25
- GILTY × GILTY（ギルギル）
- キングサリ
- クマリデパート
- CROWN POP
- Gran☆Ciel
- こみっきゅおん!
- Kolokol
- CYBERJAPAN DANCERS
- 佐々木彩夏（ももいろクローバーZ）
- さとりモンスター
- SANDAL TELEPHONE
- C;ON
- JKT48
- ジエメイ
- situasion
- シャニムニ=パレード
- JYA☆PON
- Jams Collection
- Juice=Juice
- シュレーディンガーの犬
- SHOW-WA
- 私立恵比寿中学
- 私立恵比寿中学（姉）
- 私立恵比寿中学（妹）
- 神使轟く、激情の如く。
- 新生ラストアイドル
- シンデレラ宣言!
- SWEET STEADY
- CYNHN
- SUPER☆GiRLS
- SUPER VENUS
- 透色ドロップ
- STAiNY
- すてねこキャッツ
- 青SHUN学園
- soda shower!
- タイトル未定
- DIALOGUE+
- 太陽と踊れ月夜に唄え
- 高嶺のなでしこ
- Task have Fun
- W.ダブルヴィー
- TEAM SHACHI（旧名:チームしゃちほこ）
- Chu-Z
- chuLa
- 塚☆リカ
- つばきファクトリー
- てぃあどろっぷ!
- TIF de Debut2024 supported by Denonbu（Ma’Scar'Piece）
- 手羽先センセーション
- Devil ANTHEM.
- 点染テンセイ少女。
- でんぱ組.inc
- 東京女子流
- 徳井青空
- ドラマチックレコード
- 22/7
- ナナランド
- NANIMONO
- 浪江女子発組合
- なみだ色の消しごむ
- NARLOW
- ≒JOY
- #2i2
- 虹のコンキスタドール
- 二丁目の魁カミングアウト
- にっぽんワチャチャ
- NEO JAPONISM
- ネコプラpixx.
- 乃木坂46 4期生
- ≠ME
- のんふぃく!
- BiTE A SHOCK
- #ババババンビ
- Palette Parade
- バンドじゃないもん!MAXX NAKAYOSHI
- PPE41
- Peel the Apple
- PIGGS
- BiS
- 日向坂46 三期生
- himawari(船橋)（旧名:船橋ひまわり娘）
- BEYOOOOONDS
- FINALIST
- fishbowl
- フィロソフィーのダンス
- FES☆TIVE
- フジコーズ
- ×純文学少女歌劇団
- フューチャーサイダー
- 福嶋晴菜
- 藤本侑里
- BLACKNAZARENE
- Primulav
- FRUITS ZIPPER
- Brave Mental Orchestra
- Payrin's
- BELLRING少女ハート
- 僕が見たかった青空
- 堀内まり菜
- WHITE SCORPION
- MyDearDarlin'
- 真っ白なキャンバス
- 松山あおい
- MASTURI
- まねきケチャ
- 豆柴の大群都内某所 a.k.a. MONSTERIDOL
- ミームトーキョー
- Mirror,Mirror
- #Mooove!
- ムック
- メイビーME
- Merry BAD TUNE.
- モノクローン
- momograci
- ももにゃん
- 夜光性アミューズ
- 山北早紀
- YUM!-TUK!
- #よーよーよー
- yosugala
- Lucky²
- rad sound rebels
- ラナキュラ
- ラフ×ラフ
- Liella![注 12]
- lyrical school
- LinQ
- LiVS
- Ringwanderung
- りんご娘
- Luce Twinkle Wink☆
- ロージークロニクル
- わーすた
- ワッツ◎さーくる
- @onefive
- Onephony
- ONE LOVE ONE HEART

### TIF2024メインステージ争奪LIVE
前哨戦：1部・2部／各4組（各部上位2組 合計4組勝ち抜き）
- 開催日：6月16日
- 会場：GARDEN 新木場FACTORY

決勝戦
- 開催日：8月2日
- 会場：TIF2024会場
- 第2部前哨戦はトラブル・妨害・不正行為が見受けられたため、決勝進出者はなしとなった[96]。

| 優勝     | 決勝進出                       | エントリー |
| -------- | ------------------------------ | --- |
| #Mooove! | #Mooove!、あまいものつめあわせ | 1部：ideal peco、あまいものつめあわせ、NARLOW、#Mooove! 2部：GILTY x GILTY、てぃあどろっぷ！、なみだ色の消しごむ、ラナキュラ |

### TIF2024全国選抜LIVE
| ブロック                                | 最終選考日 | 優勝             | 決勝進出 | エントリー |
| --------------------------------------- | ---------- | ---------------- | --- | --- |
| 東⽇本A（東京）                         | 5月12日    | momograci        | iTRiP、いつだって青い春。、疾風RUN舞、マリーメトロノーム*、MORE*、ラビットビット、わたあめびーすたーず         | iTRiP、甘病神℃ロヲム、Alice&Rabbits、YellowM∞N、いつだって青い春。、♡'s(kyuuuns)、Goodbye for First kiss、クリームソーダ。、クロワッサン、疾風RUN舞、SPICE BOMB、Spoon's、CHEERFUL、東京都多摩市のご当地アイドル des ailes 26 （ディゼル）、はいうぃろう。、PPP、マリーメトロノーム*、MORE*、momograci、夢現シンクレティズム、よふかしツインテール、ラビットビット、わたあめびーすたーず   |
| 東日本B（東京）                         | 5月26日    | YUM!-TUK!        | ＋idolist、8FLAG、Tan.San.Sui.、ポジティブモンスター、むーぷり、リットクロス×××、ripple link                   | ＋idolist、アルテラクス、8FLAG、かるちべいと、コノサキモ隣ニ、さいしゅん！、私立シトロン学園D、私立百合女学院、SPLASH ACE、Seven Day'z、閃光少女メタモルフォーゼ、Tan.San.Sui.、中2映画プロジェクト・アイドル部、DollyPink、ネクタルチックな夜、ぼくらが夜明け、ポジティブモンスター、むーぷり、YUM!-TUK!、リットクロス×××、ripple link、凛々しくも臨界に咲くARTERIA、恋獄魔法譚ラブマジカ |
| 東日本C（北海道）                       | 6月2日     | ambitious        | 限りなく白く、Chu-Hapi、Pirka_Dolce、ふぁんしーどりーみー、Poppin’LALA★Stars、MOUWAY、WONDER*WHITE             | アイビー、ambitious、限りなく白く、SHORT CUT部、Stellar Twin.、Chu-Hapi、月ノ踊子ラビット、DEBu、ぱんぷるぽっぷ、Pirka_Dolce、ふぁんしーどりーみー、Fleur2、Poppin’LALA★Stars、#MOUWAY、WONDER*WHITE |
| 西日本（大阪）                          | 5月18日    | あおぞらをキミに | M坂、大阪メルヘン、O₂、ゼロキョリハーツ、ソコニアルベキモノノスベテヲ、ChawChaw、ゆめポケ、LOViSH、WONDERSNAKE | あおぞらをキミに、M坂、OSAKA翔GANGS、大阪メルヘン、O₂、Otto、この景色を忘れない、ゼロキョリハーツ、ソコニアルベキモノノスベテヲ、ChawChaw、Tint2、ゆめポケ、LOViSH、risoluto、Little Rascal、リノスタルジア、WONDERSNAKE |
| ソロアイドル （東京）                   | 5月25日    | ももにゃん       | | 愛理たん、杏樹和、月丘つかさ、愛絵れみ、藤森サチ、穂村愛莉、まほっっっち、ももにゃん |
| セカンドチャレンジ （敗者復活戦・東京） | 7月6日     | 限りなく白く     | 限りなく白く、疾風RUN舞、ゼロキョリハーツ、月丘つかさ、ポジティブモンスター、MORE*、LOViSH、ラビットビット     | |
| グランプリ決勝 （TIF本会場）            | 8月2日     | 限りなく白く     | momograci、YUM!-TUK!、ambitious、あおぞらをキミに、ももにゃん、限りなく白く                                    | |

主催：TOKYO IDOL PROJECT
制作：ポニーキャニオン/アクアファクトリー/シャムロック
協⼒：日本ご当地アイドル活性協会

### TIF2024 PR大使決定戦
| グランプリ          | 準グランプリ                                                 | 最終審査 | エントリー |
| ------------------- | ------------------------------------------------------------ | --- | --- |
| - すずめ（INUWASI） | - 日比野芽奈（ラフ×ラフ） - 三好佑季（手羽先センセーション） | - すずめ（INUWASI） - 月なぎさ（＃よーよーよー） - 羽賀うるな（UtaGe!） - 日比野芽奈（ラフ×ラフ） - 本多しおり（FES☆TIVE） - 三好佑季（手羽先センセーション） | - 麗シュウ（点染テンセイ少女。） - 鍛治島彩（アップアップガールズ（2）） - すずめ（INUWASI） - 高梨有咲（ドラマチックレコード） - 月なぎさ（＃よーよーよー） - 南雲芽依（Luce Twinkle Wink☆ ） - 羽賀うるな（UtaGe!） - 日比野芽奈（ラフ×ラフ） - 本多しおり（FES☆TIVE） - 増田みい（ネコプラpixx.） - 三好佑季（手羽先センセーション） |

### Road to TIF2024
7月13日～22日にSHOWROOM内で実施。
| 順位 | 名前                 | 備考 |
| ---- | -------------------- | ---- |
| 1    | ラストノート         |      |
| 2    | 萌優                 |      |
| 3    | 幻想喫茶店           |      |
| 4    | オカシリゾート       |      |
| 5    | LIT MOON             |      |
| 6    | ふぁんしーどりーみー |      |

### 「このアイドルのゆかたがすごい！2024」
| グランプリ               | 準グランプリ                                                                 | メンバー                                                |
| ------------------------ | ---------------------------------------------------------------------------- | ------------------------------------------------------- |
| - 鈴川瑠菜（九州女子翼） | - 桜坂ともみ（ラブアグレッション） - 守宮あかね（エピック・エピローグ第3番） | - 鈴木芽生菜（アップアップガールズ（仮）） - 陽向なつみ |

## 2025年
- 主催：TOKYO IDOL PROJECT

### 日程
- 8月1日 1日目
- 8月2日 2日目
- 8月3日 3日目

2025年は上記の日程で開催されることが決定していたが、中居正広による性犯罪に端を発したフジテレビの不祥事の影響を考えると、2025年のTOKYO  IDOL  FESTIVALは開催が危ぶまれる可能性もあった。しかしながら同年4月9日正式開催決定。4年連続でにしたんクリニックが特別協賛を担当する。

### 出演者
女性アイドル出演者206組（2025年7月10日現在）、太字は初出場（前回開催初出場予定だった降板者にも改めて適用） 。
- iON!
- i-COL
- ideal peco
- アイテムはてるてるのみ
- アイドリング!!!
- アイドル革命
- アイドルカレッジ
- iLiFE!
- i☆Ris
- AOAO（アオアオ）
- アキシブproject
- AsIs
- Appare!
- アップアップガールズ（2）
- ANA®KIE
- AVAM（アベアム）
- あまいものつめあわせ
- amini
- Amuse Dolce
- 雨のち、ハレーション
- AMEFURASSHI
- アルテミスの翼
- THE ENCORE
- アンスリューム
- ambitious
- いぎなり東北産
- ExWHYZ
- =LOVE
  - 諸橋沙夏
- いちごみるく色に染まりたい。
- INUWASI
- IHOTEU
- UtaGe!
- ukka
- ウマ娘 プリティダービー
- ASP
- AKB48
- 衛星とカラテア
- HKT48
- éclatcia
- SKE48
- STU48
- NMB48
- NGT48
- THE ORCHESTRA TOKYO
- OCHA NORMA
- 柏木由紀
- かすみ草とステラ
- カラフルスクリーム
- 可憐なアイボリー
- KAWAII LAB. MATES
- KiSS KiSS
- 君と見るそら
- 君に、胸キュン。
- GANG PARADE
- CANDY TUNE
- CUTIE STREET
- Quubi
- きゅるりんってしてみて
- 清竜人25
- GILTY × GILTY（ギルギル）
- キングサリ
- クマリデパート
- Gran☆Ciel
- 群青の世界
- KRD8
- 上月せれな
- 後藤真希
- こみっきゅおん!
- Kolokol
- 最終未来少女
- CYBERJAPAN DANCERS
- さとりモンスター
- さよならステイチューン
- zanka
- CiON
- ジエメイ
- situasion
- シャニムニ=パレード
- Jams Collection
- シャルロット
- Juice=Juice
- シュレーディンガーの犬
- 純情のアフィリア
- 私立恵比寿中学
- シンデレラ宣言!
- Sweet Alley
- SWEET STEADY
- CYNHN
- SUPER☆GiRLS
- SUPER JYAPON
- すーぱーぷーばぁー!!
- 透色ドロップ
- SCRAMBLE SMILE
- StarWink
- STAiNY
- すてねこキャッツ
- ストロボグリッター
- SAY-LA
- 芹澤優
- selfish（セルフィッシュ）
- DIALOGUE+
- タイトル未定
- 太陽と踊れ月夜に唄え
- 高嶺のなでしこ
- Task have Fun
- W.ダブルヴィー
- TEAM SHACHI
- chuLa
- 超ときめき♡宣伝部
- つばきファクトリー
- TEAR DROP!（旧名：てぃあどろっぷ!）
- TIF de Debut by TWIN PLANET
- ティラミス
- Devil ANTHEM.
- テラテラ
- 点染テンセイ少女。
- Toi Toi Toi
- 東京女子流
- Tohkei（トウケイ）
- ドラマチックレコード
- ドレスコード
- ナナコロビヤオキ
- 22/7
- NANIMONO
- なみだ色の消しごむ
- ≒JOY
- #2i2
- ニコルポップ
- 虹のコンキスタドール
- 二丁目の魁カミングアウト
- name:CMH
- NEO JAPONISM
- Negicco（Nao☆、Megu）
- ネコプラpixx.
- ≠ME
- ノルニル
- のんふぃく!
- ばってん少女隊
- Honey Devil
- #ババババンビ
- ハルニシオン
- Palette Parade
- バンドじゃないもん!MAXX NAKAYOSHI
- PPE41
- Peel the Apple
- PIGGS
- Pixel Ribbon
- himawari(船橋)
- BEYOOOOONDS
- fav me（ファボミー）
- femme fatale
- ファントムシータ
- feelNEO
- fishbowl
- フィロソフィーのダンス
- FES☆TIVE
- 福を架ける少女
- 風男塾
- フューチャーサイダー
- PRSMIN
- Primulav
- 僕が見たかった青空 青空組
- 僕が見たかった青空 雲組
- WHITE SCORPION
- ポンコツコンポ
- My_Stage
- MyDearDarlin'
- my fav
- 前橋ウィッチーズ
- MAGICAL SPEC
- マジカル・パンチライン
- Ma'Scar'Piece
- まねきケチャ
- 豆柴の大群
- ミームトーキョー
- Mirror,Mirror
- みらくらんど
- #Mooove!
- め～ぴよ
- MEGAFON（メガフォン）
- Maison de Queen
- メノニューイヤー
- Merry BAD TUNE.
- モノクローン
- 夜光性アミューズ
- 山北早紀
- #よーよーよー
- yosugala
- ラナキュラ
- ラフ×ラフ
- RAViDAVi
- 愛乙女★DOLL
- lyrical school
- LinQ
- LINKL PLANET
- Ringwanderung
- RiNCENT#
- ルージュブック
- REIRIE（金子理江と黒宮れいによるユニット）
- Luce Twinkle Wink☆
- Root mimi
- Rain Tree
- ROOKEY♡ROOKEYS
- LumiUnion（旧名：浪江女子発組合）
- ロージークロニクル
- わーすた
- ワッツ◎さーくる
- @onefive
- Onephony

### TIF2025全国選抜LIVE
| ブロック                                | 最終選考日 | 優勝               | 決勝進出 | エントリー |
| --------------------------------------- | ---------- | ------------------ | --- | --- |
| 東日本A（東京）                         | 5月11日    | ストロボグリッター | あまりりす、VS. VERSE、ストロボグリッター、#ワールドカオス、PRiYAnCeR、Baby inspire、メノニューイヤー、LIIiEN  | I♡tube、あまりりす、VS. VERSE、9時間1500円、SEAF、ストロボグリッター、#ワールドカオス、PRiYAnCeR、Baby inspire、メノニューイヤー、MERRYMO、Melty R!bon、Laview、LIIiEN                                     |
| 東日本B（東京）                         | 5月25日    | éclatcia           | アイアイタイガー、vVibe!、éclatcia、STELLASTELLA、Newヒロイン、ももにゃん、リルリボン、ルシフェルの園。        | アイアイタイガー、&DreaMy、vVibe!、ウルトラめっちゃ凄く良いグループ、éclatcia、越谷ご当地アイドル クロワッサン、STELLASTELLA、ChumToto、Newヒロイン、VIVA STELLA、ももにゃん、リルリボン、ルシフェルの園。 |
| 東日本C（東京）                         | 6月8日     | ROOKEY♡ROOKEYS     | Goodbye for First kiss、SPLASH ACE、チキータ、Chu-Hapi、早瀬さな、HIRAETH.Tokyo、宝石娘、ROOKEY♡ROOKEYS        | オルヘルの羽、Goodbye for First kiss、SPLASH ACE、チキータ、Chu-Hapi、BaBi di Booo!!、早瀬さな、HIRAETH.Tokyo、FIRST DREAM、ベアードール、宝石娘、POLARIS☆ポラリス、理想の少女、ROOKEY♡ROOKEYS             |
| 西日本A（大阪）                         | 5月17日    | みらくらんど       | アクアリウム。、神様はぬこ。、さくらいと、Paradox Risk、みらくらんど、リノスタルジア、link start、WONDER SNAKE | アクアリウム。、大曽根商店街アイドル Azure、神様はぬこ。、さくらいと、Celestia、Paradox Risk、ボニート×ボニート、みらくらんど、Ranunculus 咲峰唯羽、リノスタルジア、link start、WONDER SNAKE               |
| 西日本B（大阪）                         | 6月1日     | ティラミス         | i Moon、OS☆U、大阪メルヘン、Otto、玉響月菟、ティラミス、むげんこんぜ、リボンのないぷれぜんと                   | i Moon、OS☆U、大阪メルヘン、Otto、玉響月菟、チャーミー、ティラミス、Despair End、真鍋みずは、むげんこんぜ、リボンのないぷれぜんと                                                                          |
| セカンドチャレンジ （敗者復活戦・東京） | 7月5日     | メノニューイヤー   | OS☆U、さくらいと、STELLASTELLA、チキータ、HIRAETH.Tokyo、メノニューイヤー、ももにゃん、リルリボン              | |
| グランプリ決勝 （TIF本会場）            | 8月1日     | みらくらんど       | éclatcia、ストロボグリッター、ティラミス、みらくらんど、メノニューイヤー、ROOKEY♡ROOKEYS                       | |

主催：TOKYO IDOL PROJECT
制作：ポニーキャニオン/アクアファクトリー/シャムロック
協⼒：日本ご当地アイドル活性協会

### TIF2025 PR大使決定戦
| グランプリ                | 準グランプリ                                             | 最終審査 | エントリー |
| ------------------------- | -------------------------------------------------------- | --- | --- |
| - 日比野芽奈（ラフ×ラフ） | - 熊澤風花（Task have Fun） - 春瀬もも（衛星とカラテア） | - 熊澤風花（Task have Fun） - 巴月もえ（Mirror,Mirror） - 春瀬もも（衛星とカラテア） - 日比野芽奈（ラフ×ラフ） - 福井ひより（かすみ草とステラ） - 百瀬あぐり（ラナキュラ） | - 鍛治島彩（アップアップガールズ（2）） - 熊澤風花（Task have Fun） - 咲闘なぎ（Ma'Scar'Piece） - 白川千尋（Palette Parade） - NANA（シンデレラ宣言!） - 羽賀うるな（UtaGe!） - 巴月もえ（Mirror,Mirror） - 春瀬もも（衛星とカラテア） - 日比野芽奈（ラフ×ラフ） - 福井ひより（かすみ草とステラ） - 百瀬あぐり（ラナキュラ） - 山下彩那（タイトル未定） - ゆうか（カラフルスクリーム） |

## ASIA TOUR 2023

### Taipei
1月18日にClapper Studioで開催。
- 出演者（DAY）
  - 杏仁ミル
  - 陽光◆スペクトラ
  - 昼食彼女 Lunch Girls
  - 虹のコンキスタドール
  - 根本凪
  - 月宵◇クレシェンテ
  - soda shower!
- 出演者（NIGHT）
  - 木苺FRUCTOSE
  - 日蝕エクリプス
  - V.V.V.
  - Primulav
  - 虹のコンキスタドール
  - BANZAI JAPAN
  - Ruka Banana
  - Gentirover

### Bangkok
2月2日にKBank Siam Pic-Ganesha "The PlayHouse"で開催。
- 出演者
  - BNK48
  - Siam☆Dream
  - JamsCollection（from JAPAN）
  - SUMOMO
  - でんぱ組.inc（from JAPAN）
  - FES☆TIVE（from JAPAN）
  - Euphonie☆
  - アップアップガールズ（2）

### Seoul
6月3日にWEST BRIDGEで開催。
- 出演者（Day）
  - 外神田文芸高校from電音部
  - ミームトーキョー
  - もえのあずき（エラバレシ）
  - わーすた
  - C.LITZ
  - DENPAMARU
  - NEKIRU
- 出演者（Night）
  - 外神田文芸高校from電音部
  - ミームトーキョー
  - もえのあずき（エラバレシ）
  - わーすた
  - 𝐗!𝐃𝐄𝐍†
  - POCHIPURI
  - NTORE

### Tokyo
6月11日に池袋harevutai、19日にSpotify O-EASTで開催。

### Seoul
10月29日にRolling Hallで開催。

## 備考・補足

### 歴代の主要企画
- スナックうめ子 - 2012年から、河村唯・酒井瞳がホストを務める夜間帯のトーク企画。2021年10月1日（1日目）は台風16号接近のため中止となった。
- ラジオ体操 - 2014年から、2020年は新型コロナウイルス感染症の影響で1日目（2020年10月2日）のみ。5ヵ所同時開催された。
- ミュ〜コミ+プラス しゃべれる女王決定戦 - 2015年から、吉田尚記が主催するトーク対決イベント。
- アイドルカラオケバトル - 2016年から企画しているカラオケ対決イベント。2021年10月1日（1日目）は台風16号接近のため中止となった。
- TOKYO GRAVURE IDOL FESTIVAL - 2016年から当イベント内で開催している、グラビアアイドルの番外企画。主にイジリー岡田がMCを務める。
- アームレスリング大会 Powered by TOWER RECORDS ザ・感謝祭 - 2017年から開催している、アイドル界のアームレスリングNo.1決定戦。
- アイドルクイズ王決定戦 - 2018年から企画しているクイズ対決イベント。

### 全シーズン参加継続者・グループ
2010年の発足から2025年まで全シーズン参加継続中のグループ・個人
グループ
- アイドルカレッジ

個人
- 南千紗登（アイドルカレッジ（2010年 - 2024年）、MC（2025年 - ）） - 最長の単一グループ所属者
- 河村唯（アイドリング!!!（2010年 - 2015年、2019年、2025年）、メンテナンス、MC（2016年 - ））
- 酒井瞳（アイドリング!!!（2010年 - 2015年、2019年、2025年）、メンテナンス、MC（2016年 - ））

## TIFアイドル総選挙

### 2022年
2022年、TIFアイドル総選挙が行われ、「#ババババンビ」が優勝した。

### 2023年
2023年、TIFアイドル総選挙が行われ、「Appare!」が優勝した。
| 回 | 年     | 1位           | 2位        | 3位     |
| -- | ------ | ------------- | ---------- | ------- |
| 1  | 2022年 | #ババババンビ | ナナランド | Appare! |
| 2  | 2023年 | Appare!       | #2i2       | えのぐ  |

## TGIF
TGIF（TOKYO GRAVURE IDOL FESTIVAL）は、グラビアアイドルが出演するTIFの1コーナー。